# Cronaca del sequestro Moro

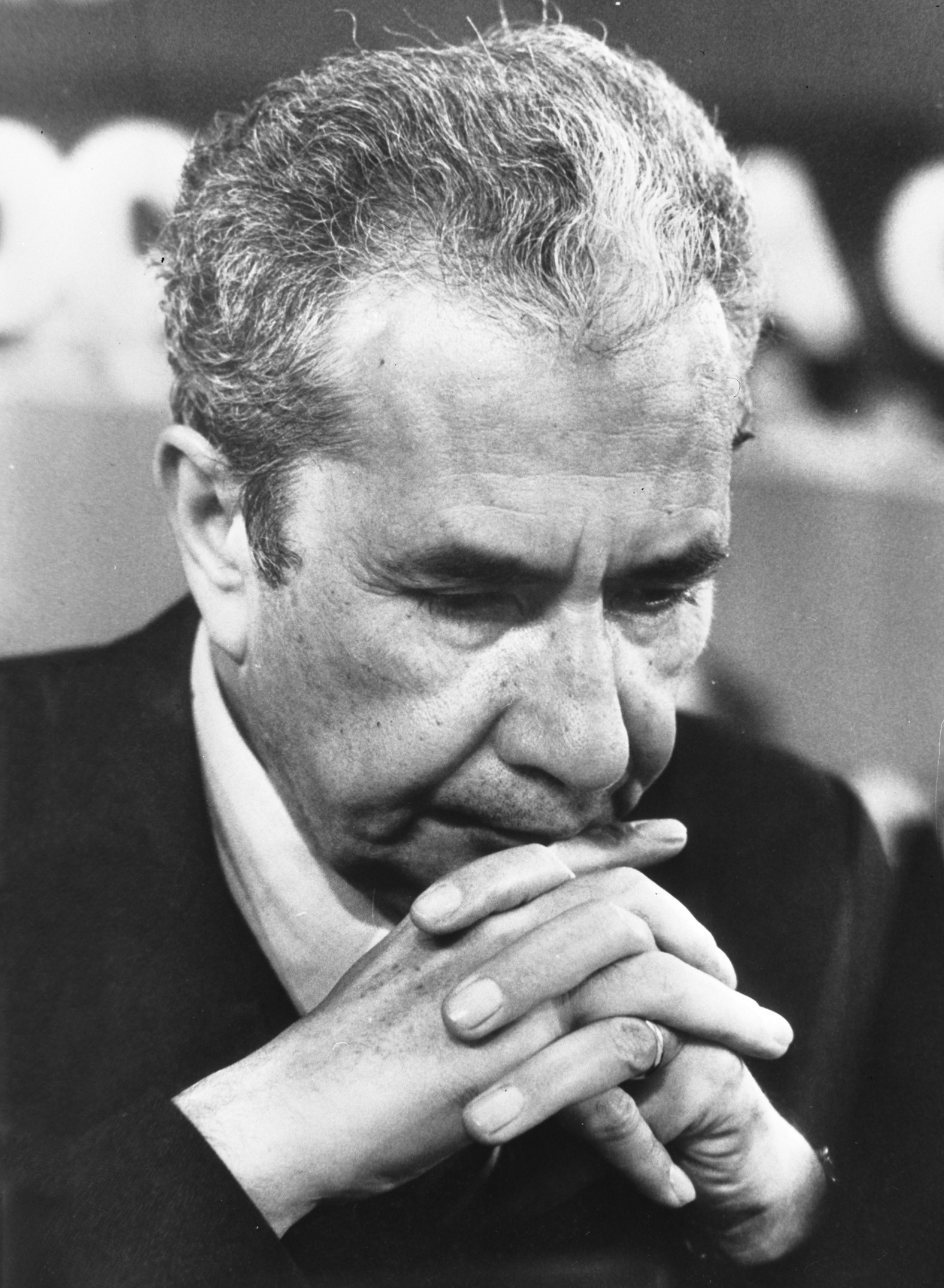
Ritratto di Aldo Moro nel 1978, prima dell'agguato in via Fani.

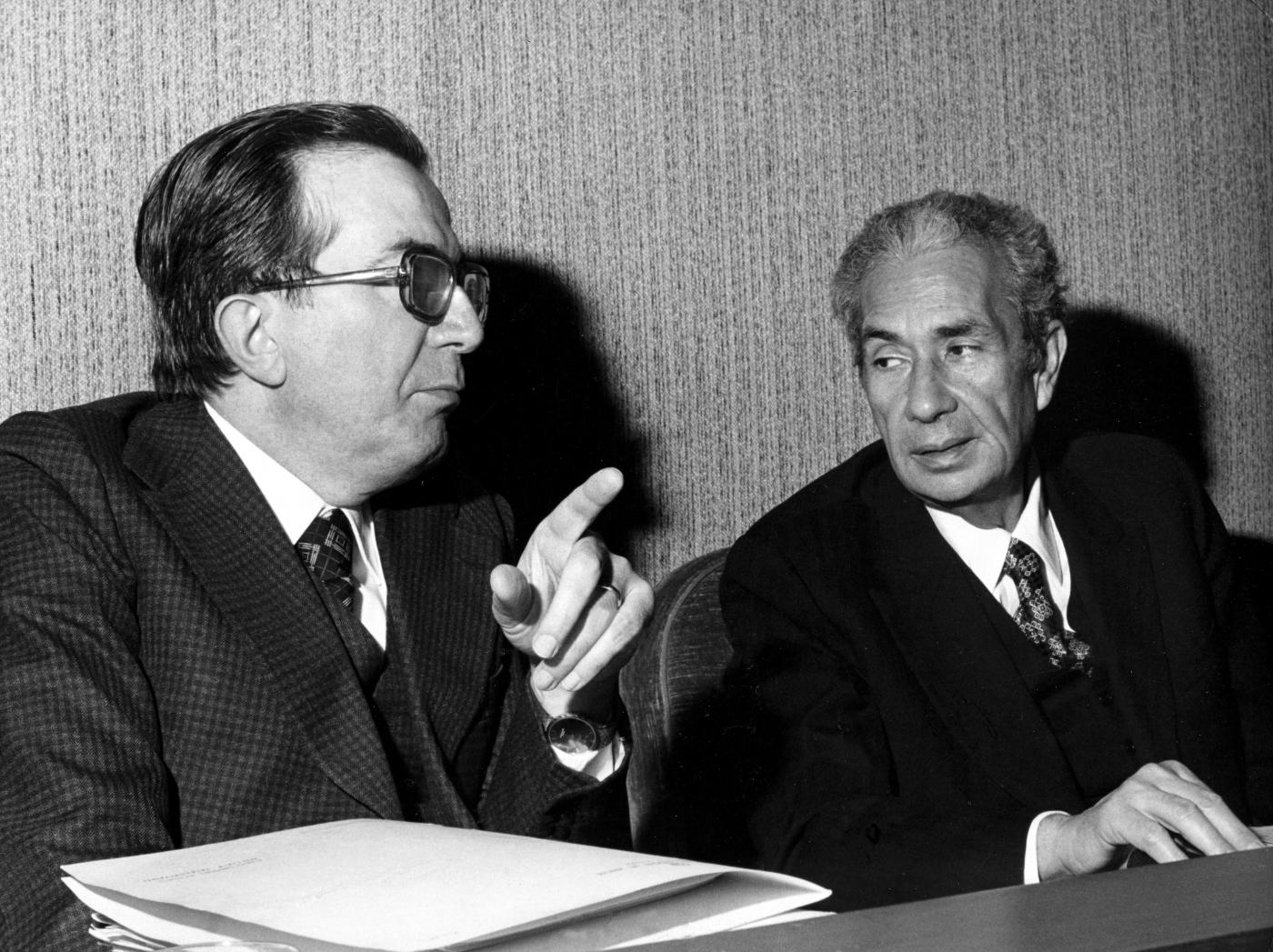
Giulio Andreotti con Aldo Moro il 27 febbraio 1978, due settimane prima del rapimento.

Aldo Moro fu rapito il 16 marzo 1978 a Roma dalle Brigate Rosse,  ed il suo corpo senza vita fu ritrovato il 9 maggio a Roma successivo in via Caetani, nel centro della Capitale, al termine di 55 giorni di prigionia.
Tali 55 giorni furono caratterizzati da indagini spesso senza costrutto, lunghi dibattiti politici sull'opportunità di trattare per la liberazione dell'ostaggio, pubblicazioni di messaggi delle BR e lettere dello stesso Aldo Moro. Alcuni dati quantitativi rendono l'idea della imponente, seppur risultata inutile, risposta messa in atto dallo Stato:
- 72 460 posti di blocco (6 296 nei pressi di Roma)
- 37 702 perquisizioni domiciliari (6 933 a Roma)
- 6 413 713 persone controllate (167 409 a Roma)
- 3 383 123 ispezioni di autoveicoli (96 572 a Roma).

(Dalla relazione di minoranza della "Commissione Moro", Leonardo Sciascia e altri, Vol. II, pagg. 402 e 421)

## Cronologia

### Il giorno del rapimento

Roma, via Mario Fani subito dopo il rapimento del presidente Moro e l'uccisione della sua scorta.

16 marzo. La prima edizione del quotidiano la Repubblica esce con questo titolo a pag. 3 "Antelope Cobbler? Semplicissimo è Aldo Moro presidente della DC". Riportano articoli sullo scandalo Lockheed, anche La Stampa a pag. 21, Il Giornale a pag. 6 e il Corriere della Sera pag. 6. Poco dopo le ore 9:00 del mattino, in via Mario Fani a Roma, un commando delle Brigate Rosse uccide le cinque guardie del corpo, Raffaele Iozzino, Oreste Leonardi, Domenico Ricci, Giulio Rivera e Francesco Zizzi e sequestra il presidente della DC, Aldo Moro. Testimoni oculari hanno affermato che al momento dell'agguato erano presenti anche altre persone ad aprire il fuoco contro le auto e le guardie del corpo rispetto ai quattro brigatisti considerati nella prima ricostruzione ufficiale dell'agguato.
Alla notizia del rapimento scattano i blocchi stradali. La macchina dei rapitori verrà trovata pochi minuti dopo non lontano dal luogo del rapimento stesso. Appresa la notizia, partiti e sindacati lanciano appelli a mobilitarsi contro il terrorismo  a cui operai, studenti, cittadini in tutta Italia rispondono scendendo in sciopero e dando vita a manifestazioni, la cui entità di partecipazione sarà oggetto di discussioni Tutti i giornali escono in edizione straordinaria annunciando e condannando il sequestro del presidente della DC e l'uccisione della sua scorta. L'edizione straordinaria de la Repubblica, modifica i suoi contenuti non riportando l'articolo uscito nella mattinata con le accuse ad Aldo Moro di essere Antelope Cobbler.
Il ministro dell'Interno Francesco Cossiga alle ore 10:45 presiede al Viminale la prima riunione del Comitato tecnico-politico-operativo e viene creato un Comitato per la gestione della crisi costituito da un piccolo gruppo di esperti e a mezzogiorno vengono diffuse le schede segnaletiche di 16 presunti terroristi ricercati. Sempre in giornata il neofascista Pierluigi Concutelli viene condannato all'ergastolo per l'omicidio del giudice Vittorio Occorsio.
Camera e il Senato con procedura d'urgenza votano la fiducia al monocolore DC, presieduto da Giulio Andreotti con 569 voti su 630 (votano a favore anche i "demonazionali"). Per la prima volta, dopo il breve periodo del dopoguerra, il PCI è nella maggioranza parlamentare che appoggia il governo, pur non avendo suoi rappresentanti fra i ministri del nuovo governo. 

### I due giorni successivi al rapimento

Milano piazza del duomo manifestazione dopo il rapimento, sono numerose le bandiere bianche scudocrociate

Muro con manifesto appeso all'indomani del rapimento.

17 marzo. Le Brigate Rosse rivendicano con telefonate il sequestro senza fornire alcuna richiesta. Tutti gli editoriali esaminano la vicenda, mettendo l'accento sulla necessità di reagire con forza e puntualizzano che il problema principale è quello dell'atteggiamento da prendere nei confronti di un probabile ricatto, qualora le Brigate Rosse subordinassero il rilascio di Moro alla liberazione di Renato Curcio e altri detenuti, come era già avvenuto per il sequestro del giudice Mario Sossi. Più precise in proposito sono le posizioni assunte da Il Giornale di Indro Montanelli che titola a piena pagina «Rapimento Moro: le BR chiedono la liberazione di terroristi detenuti» e l'editoriale di Arrigo Levi, direttore de La Stampa che ha per titolo: "Con i terroristi non si tratta". Il Giorno scrive di un ultimatum delle Brigate Rosse tendente a ottenere la liberazione di Curcio e altri detenuti.
Sul piano politico Andreotti diffonde un messaggio al paese invitando i cittadini alla calma e alla fermezza. Ci sono dichiarazioni in parlamento di tutti i segretari dei maggiori partiti. Benigno Zaccagnini, DC: «Quanto oggi è avvenuto rappresenta la punta più alta dell'attacco contro lo Stato e le sue istituzioni». Ugo La Malfa, Pri: «Abbiamo tutti la consapevolezza di vivere l'ora più drammatica della nostra Repubblica. Queste bande terroristiche sono arrivate al vertice della vita democratica. È stata dichiarata guerra allo Stato, ma lo Stato democratico non deve rispondere con la guerra. A una situazione di emergenza non si può rispondere che con leggi d'emergenza». Poco prima aveva dichiarato: «Se è necessario, bisogna pensare anche alla pena di morte». Bettino Craxi, PSI: «Sia sconfitto il terrorismo, altrimenti sarà sconfitto il governo» e termina con un appello, «tentate l'impossibile per liberare Moro», che sarà la linea che seguirà fino al termine della vicenda.
Enrico Berlinguer, PCI: «Il momento è tale che tutte le energie devono essere unite e raccolte perché l'attacco eversivo sia respinto con il rigore e la fermezza necessari, con saldezza di nervi non perdendo la calma, ma anche adottando tutte le iniziative e le misure opportune». Pier Luigi Romita,PSDI: «Si è voluto colpire il simbolo di questa politica e anzi lo Stato democratico in se stesso. Il Governo deve resistere e anzi contrattaccare all'assalto del terrorismo». Giuseppe Saragat: «È il fatto più terribile che ha colpito l'Italia dalla Liberazione ad oggi». Giorgio Almirante, Msi, propone le dimissioni immediate del Ministro dell'Interno, la sua sostituzione con un militare e la presentazione entro 48 ore di una legge speciale contro il terrorismo. Chiede anche l'assunzione di poteri eccezionali da parte del Capo dello Stato a meno che non preferisca anticipare la scadenza costituzionale del 24 dicembre (fine del settennato iniziato nel 1971). Valerio Zanone, Pli: «Nonostante l'eccezionalità della situazione i liberali hanno votato contro il governo. Non si può e non si deve cedere contro il terrorismo, ma modificare posizioni maturate nei partiti significherebbe cedere anche agli atti eversivi».
Sul fronte delle indagini viene data notizia di un vertice al Viminale per unificare l'azione di tutte le Forze dell'Ordine e il Procuratore generale della Repubblica di Roma, Giovanni De Matteo ha chiesto strumenti legislativi per le indagini, facendo notare che il governo può dichiarare lo stato di pericolo che, ampliando il potere dei prefetti, permette che questi possano ordinare l'arresto "di qualsiasi persona qualora ciò ritengano necessario per ristabilire o conservare l'ordine". Inoltre il Procuratore generale ha ordinato che la televisione trasmetta le foto di venti brigatisti ricercati.
18 marzo. Continuano le ricerche da parte delle forze dell'ordine, mentre si fa strada l'ipotesi di emanazione di un decreto-legge tendente a rafforzare i poteri delle Forze di polizia. I partiti si dichiarano concordi nel rifiutare l'emanazione di leggi speciali. Dopo il vertice dei partiti, Oddo Biasini si dichiara insoddisfatto per la mancanza di determinazione nell'affrontare il problema dell'emanazione di leggi speciali. Si riunisce la Direzione democristiana e viene deciso che in questa situazione di emergenza Zaccagnini, oltre che dai vice-segretari, venga affiancato dai capi-gruppo parlamentari, Bartolomeo e Flaminio Piccoli. Amintore Fanfani in direzione mette sotto accusa la gestione dell'ordine pubblico. Viene anche data notizia che il giorno precedente si è riunito il comitato interministeriale per la sicurezza presieduto da Andreotti e che Bonifacio si è incontrato con i rappresentanti dei partiti della maggioranza.
Viene fermato Gianfranco Moreno, sospettato di complicità nella strage di via Fani. Le foto dei ricercati vengono pubblicate a tutta pagina dall'Avvenire, Il Tempo, Il Popolo e dal Quotidiano dei lavoratori, quest'ultimo criticando la scelta delle foto da parte della polizia, accusata di leggerezza. Infatti, tra i ricercati, Piero Del Giudice smentisce tramite il suo avvocato, di essere un brigatista. Partecipano alle indagini i servizi segreti tedeschi. I sindacati discutono la possibilità di costituirsi parte civile al processo in corso a Torino contro le Brigate Rosse.
Luciano Lama, in un'intervista rilasciata al GR1, puntualizza che «l'indifferenza è il peggior nemico della democrazia. Lo so che i criminali sono pochi, pochissimi, ma molti di più sono quelli che sanno e che hanno visto qualche cosa. Ebbene questi amici, questi compagni, questi cittadini, se sono cittadini democratici, non possono farsi prendere dalla paura o peggio dall'indifferenza». Vengono sospesi gli scioperi degli ospedalieri. I telefonici garantiscono i servizi. Ugo Pecchioli, l'esperto dei problemi dello Stato del PCI, dichiara: "alla Sip, all'Enel, negli ospedali ci sono autonomi complici delle Brigate Rosse. Bisogna cacciare via questi nuclei e rompere la catena di solidarietà".
Vengono celebrati i funerali degli uomini della scorta uccisi. A mezzogiorno, con una telefonata al "Messaggero", le BR indicano il luogo dove hanno lasciato una busta con cinque copie del loro primo comunicato e una fotografia Polaroid che ritrae Aldo Moro loro prigioniero. Pajetta critica in un'intervista a Il Corriere della Sera il comportamento della RAI nei giorni immediatamente successivi al sequestro Moro; dichiara che il PCI è orientato verso norme di comportamento della stampa nei casi di terrorismo e quindi anche per il caso Moro.
Tutti i giornali pongono l'accento sulla tesi del complotto internazionale, eccetto l'editoriale di Alberto Ronchey su Il Corriere della Sera, in cui si afferma che il terrorismo è frutto della situazione sociale italiana e che l'ipotesi che l'Italia sia campo di avventura dei servizi segreti, non è altro che un modo per eludere il problema. Anche Il Giorno, affrontando il problema del terrorismo e delle sue complicità, afferma che esistono alla base condizioni economiche e politiche. Sul problema delle leggi speciali tutti i giornali sostengono la non necessità di queste. Italo Pietra afferma che il terrorismo si combatte sviluppando le riforme. Di diverso parere Il Giornale che, sostenendo la scarsa partecipazione operaia alle manifestazioni contro il sequestro Moro, tende a dimostrare l'incapacità del PCI di rispondere al fenomeno.
Infatti in articoli successivi si sostiene che i brigatisti godono di ampi consensi, che esiste un parallelismo tra "eurocomunismo" e "euroterrorismo" e si sostiene l'esigenza di proclamare lo stato di pericolo. Lotta Continua lancia la parola d'ordine "né con lo Stato, né con le Br" e a pag. 12 vengono riportate delle interviste fatte di fronte alla porta 12 di Mirafiori. La Repubblica sia nell'editoriale del suo direttore Eugenio Scalfari che in un articolo (intervista a Pansa a pag.3) ripropone il problema di uno scambio tra Moro e Curcio, ribadendo la tesi della necessaria fermezza. Il Partito Socialista Italiano conferma che il congresso nazionale del Partito si svolgerà regolarmente a Torino.

### Prima fotografia del prigioniero

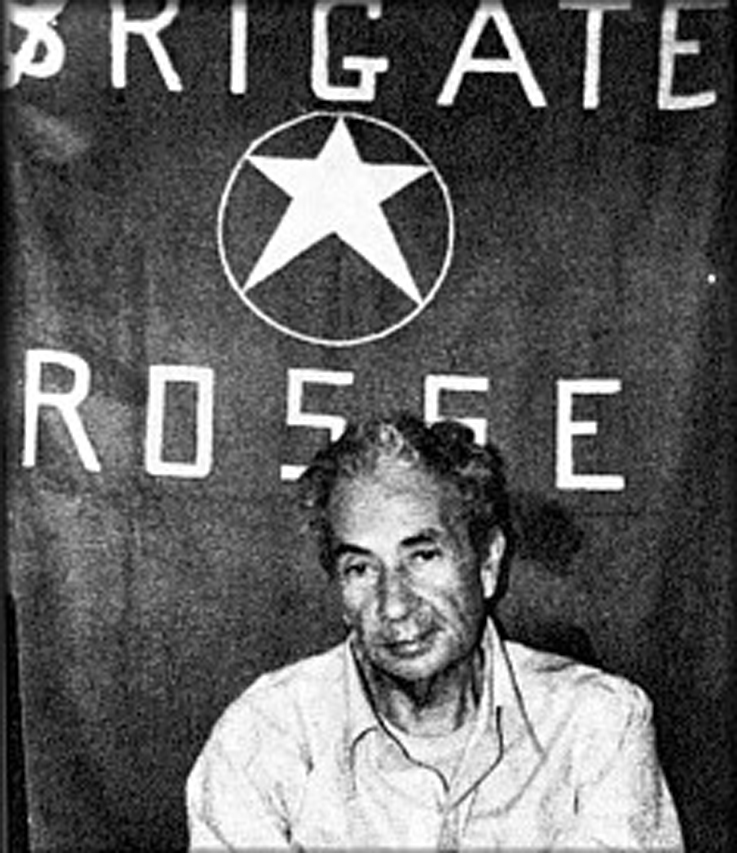
Aldo Moro 19 marzo 1978 prigioniero delle Brigate Rosse

19 marzo. Sono pubblicate da tutti i giornali la foto di Moro e il testo del "comunicato n.1", in cui si annuncia che Aldo Moro sarà sottoposto a un processo da parte di "un tribunale del popolo". Viene fatto un preciso riferimento al processo in corso a Torino ai detenuti delle Brigate Rosse, affermando: "ben altro processo è in atto nel paese, è quello che vive nelle lotte del proletariato". La foto viene pubblicata nella prima pagina con commenti che tendono ad evidenziare la stoica dignità e compostezza dimostrata da Aldo Moro. Un inviato del Tg Uno legge in una diretta il comunicato, elencando gli epiteti contro lo statista ("gerarca"), per venire elegantemente interrotto dalla giornalista in studio Angela Buttiglione: "Siamo al corrente del contenuto del comunicato".
A Milano sono stati uccisi, nella serata di sabato 18 marzo, due giovani di sinistra del centro sociale "Leoncavallo": Lorenzo Iannucci e Fausto Tinelli. Viene organizzato subito nella notte da giovani della sinistra extraparlamentare un corteo di protesta per le vie della città. I giornali tendono ad accreditare la versione di un regolamento di conti nel mondo della droga. La notizia viene solo citata nelle prime pagine di alcuni quotidiani, altri la citano soltanto tra le notizie di cronaca.
Iniziano ad entrare in funzione misure operative per l'ordine pubblico: l'esercito a Roma affianca la polizia nelle ricerche e blocchi stradali. Arrivano altre smentite alla lista dei venti ricercati. Gli avvocati di due di loro dichiarano che i loro assistiti sono già in carcere da mesi. La NATO smentisce la notizia che Moro sia a conoscenza di segreti particolari ed annuncia una riunione per discutere il caso. La redazione di Controinformazione dichiara che Antonio Bellavista, altro ricercato, è estraneo all'attività delle Brigate Rosse. Viene precisato dalla polizia che il fermato Moreno si interessava alle abitudini di Moro.
Eugenio Scalfari, riallacciandosi alle tematiche sviluppate da Ronchey, nell'editoriale del 18 marzo su Il Corriere della Sera, afferma che le BR sono lucide nel colpire una DC impopolare e costringere così i partiti di sinistra a coprire il partito di maggioranza. Il Giorno affronta il problema della vita di Aldo Moro titolando: «Moro presto libero, che riprenda il suo ruolo politico fondamentale per il paese». Il Giornale a proposito dell'intervento dell'esercito, lo ritiene una risposta politica valida, ricordando che era già stata da loro auspicata nei giorni precedenti: in un articolo, a pag. 5, dal titolo «Bologna come Lisbona» afferma che i comunisti e la CGIL usano l'emergenza per la creazione di una loro milizia privata: viene inoltre data notizia, a pag. 11, dell'apertura del processo per la strage di piazza della Loggia e si accusano le forze di sinistra che piangono per il rapimento di Moro di prepararsi a screditare lo Stato come hanno fatto in tutti questi anni. La Stampa a pag. 3, ritorna sul problema delle trattative affermando che l'unica soluzione per bloccare il terrorismo è quella di non trattare. Vengono commentate due trasmissioni televisive—una con La Malfa e Saragat — in cui è stato chiesto un intervento dei paracadutisti e l'applicazione di leggi speciali, un'altra — con Pecchioli, Luciano Violante (giudice del tribunale di Torino) e Cabras della segreteria della DC - in cui è stato affrontato il problema delle nuove leggi e quello dell'informazione di fronte al terrorismo.
All'interno della DC emergono due posizioni sulla valutazione politica da dare al rapimento Moro. Ciriaco De Mita: «Le BR vogliono spostare a destra la DC». De Carolis: «L'azione delle BR a sostegno del PCI e del compromesso storico». A Milano vengono distribuiti volantini con queste posizioni a San Siro, durante la partita di calcio e in un incontro tra i giovani della CDU e giovani democristiani ospiti di Democrazia Nuova. Berlinguer su L'Unità afferma: «La carta fondamentale che viene giocata contro le forze del rinnovamento è la disgregazione, è il lassismo, il non governo. Il rigore e una scelta nostra come lo è l'austerità, è la leva per cambiare le cose e non soltanto per impedire il collasso. Ciò e reso possibile dalla presenza, nella maggioranza, dei partiti e delle classi lavoratrici. II PCI reca anche in questa maggioranza un modo nuovo e più alto di sentire gli interessi nazionali, una nuova moralità». Nello stesso numero è pubblicato un appello di intellettuali italiani contro il terrorismo e la violenza.
In una intervista a Il Corriere della Sera, Bryan Jenkins afferma che nei casi di sequestro, compito dei governi è quello di trovare un punto di equilibrio tra il pericolo della reazione eccessiva e quello di fornire un'immagine di impotenza e di perdita dì controllo. Gianni Agnelli rilascia una intervista alla Gazzetta del Popolo in cui dichiara: «Hanno rapito Aldo Moro perché è l'uomo più importante d'Italia, l'uomo cerniera in questa situazione difficile del paese. Per loro questo era il massimo obiettivo e l'hanno raggiunto». Sull'ipotesi di misure eccezionali precisa: «Le varie reazioni che ho sentito in un senso o nell'altro mi sembrano inutili, quello che conta infatti non è la reazione contingente di fronte a un fatto drammatico, ma è la linea di condotta generale. Ciò che è importante e l'atteggiamento di fondo dello Stato, la sua linea di condotta di ieri, di oggi, di domani. E ciò che è accaduto in questi giorni e un avvertimento preciso per la linea da tenere in futuro».
I sindacati milanesi prendono posizione contro le dichiarazioni di Ugo Pecchioli a Il Corriere della Sera in cui affermava che alla Sip, all'Enel e negli ospedali vi erano dei sostenitori delle Br. Viene commentata la notizia dei funerali degli agenti della scorta uccisi, ma solo il manifesto pubblica che, dopo i funerali, un gruppo di agenti in borghese si è diretto verso la Casa dello studente sparando colpi di pistola.
20 marzo. Riprende a Torino il processo alle Br. Le indagini sul rapimento Moro sono ferme: sono giunti a Roma 32 esperti della polizia tedesca per collaborare nelle indagini. Viene installato un collegamento diretto tra il centro elettronico del Viminale e quello tedesco di Wiesbaden. Collaborano alle indagini anche specialisti inglesi e israeliani. Brunhilde Pertràmer smentisce con una lettera alla magistratura la sua partecipazione sia alle Br, sia all'uccisione del maresciallo Berardi. Il magistrato Infelisi dichiara di essere ragionevolmente ottimista. La Direzione democristiana sconfessa il volantino di «Democrazia nuova» (Massimo De Carolìs) in cui vengono mosse accuse precise al PCI ed al Kgb.
Emilio Colombo dichiara a La Stampa di Torino di condividere il tono drammatico di La Malfa sostenendo che è necessario «evitare confusione tra democrazia e debolezza». Il segretario del Pri, Oddo Biasini, dichiara: «Troppo a lungo si è tollerato il permissivismo nelle scuole e disordini nei posti di lavoro». Gli esperti per l'ordine pubblico nei partiti della maggioranza si riuniscono per decidere misure anti terrorismo. Il Papa Paolo VI nel suo discorso in piazza San Pietro lancia un appello affinché Moro sia restituito ai suoi cari: il cardinale Giovanni Benelli, arcivescovo di Firenze, dichiara che l'eversione ha colpito lo Stato. Su La Stampa il giurista Giovanni Conso afferma che lo scambio di Moro con detenuti delle BR è un non senso giuridico; Mario Sossi dichiara al Giorno che certe esperienze possono togliere l'autocontrollo e Giovanni Ferrara sulla prima del Giorno avanza l'ipotesi che possano essere usati degli PSIcofarmaci su Aldo Moro.
Alberto Moravia intervenendo sulle vicende del caso Moro dice che «il sentimento che provo di fronte agli eventi storici di questi giorni è duplice: prima di tutto c'è il sentimento di estraneità e poi del già visto [...] Sento con precisione che non avrei voluto scrivere una sola riga come quelle che scrivono le Brigate Rosse nei loro proclami, d'altra parte non avrei mai scritto una sola delle tantissime parole che in discorsi, articoli, libri hanno scritto gli uomini dei gruppi dirigenti italiani negli ultimi trent'anni, né fatto una sola delle tantissime cose che essi hanno fatto da quando sono al potere [...]». In un intervento sul Messaggero, Giuseppe Branca ex presidente della Corte costituzionale, afferma sotto il titolo «Un uomo da salvare»; «Pena di morte, guerra alla guerra terroristica, reagire duramente, difendere le istituzioni con ogni mezzo, giudici speciali, non cedere ai ricatti: sono le parole e le invettive che più si sono sentite in questi giorni del nostro tormento. Sembra quasi che ci si sia dimenticati la cosa più importante: che c'è un uomo da salvare [...] Però un uomo è un uomo e la sua vita non è una lucciola ma una stella. Né il prestigio dello Stato né quello delle istituzioni possono giustificarne la soppressione. Tanto più è forte la Repubblica quanto più ricorda in ogni occasione che lo Stato è fatto per gli uomini e non gli uomini per lo Stato».
Gian Carlo Pajetta continua ad indicare il pericolo che può nascere dall'eccessivo spazio dato al fenomeno del terrorismo da parte della stampa. Sull'assassinio di due giovani avvenuto a Milano il 18 marzo tutti i giornali affermano che ci sono ancora punti oscuri da risolvere nelle indagini. Lotta Continua in un'edizione speciale afferma: «Una squadra della morte uccide due compagni a Milano».

### Varate leggi di emergenza
21 marzo. Viene varato dal governo, con l'appoggio di tutti i partiti della maggioranza, un decreto legge  di emergenza per fronteggiare il fenomeno terroristico. Si tratta del decreto legge 59/1978 per il quale d'ora in poi per le intercettazioni telefoniche basterà l'autorizzazione orale del magistrato: viene istituito il fermo di identificazione; arresto provvisorio per chi è sospettato di preparare delitti; ammesso l'interrogatorio in questura senza la presenza dell'avvocato; modificato il segreto istruttorio e la figura del giudice naturale per creare una banca delle notizie. Inoltre l'articolo 2, offre significativi sconti di pena a chi, dissociandosi dagli altri, si fosse adoperato per la liberazione di un ostaggio sequestrato a scopo terroristico o eversivo 
I brigatisti sotto processo a Torino rivendicano il sequestro Moro. Il presidente Barbaro della Corte di Assise di Torino respinge l'ordine del ministero dell'Interno che vieta alla stampa e alla TV di entrare nell'aula del processo. Il fermato Gianfranco Moreno torna in libertà per assoluta mancanza di indizi. Sospesi in Italia la maggior parte degli scioperi, si avvia a conclusione anche la dura vertenza dell'Italsider. Macario, Lama e Benvenuto si incontrano con il Comandante Generale dell'Arma dei Carabinieri Corsini per esprimere la solidarietà dei sindacati con le Forze dell'Ordine. «Magistratura democratica» prende posizione contro le leggi eccezionali. A Milano si svolgono cortei e scioperi nelle scuole per i due giovani assassinati; viene annunciato dai sindacati uno sciopero nelle fabbriche per i funerali.
L'esperto di mass media Marshall McLuhan dichiara in un'intervista al Tempo che per combattere il terrorismo è auspicabile il buio totale sull'informazione. Su La Repubblica e Il Giorno si dà notizia che la DC sta discutendo sulla validità del silenzio stampa. Eugenio Montale su Il Corriere della Sera afferma che la pubblicazione o meno dei documenti è un caso di coscienza. Vittorio Foa sul Quotidiano dei lavoratori afferma che il pericolo maggiore rispetto al caso Moro è l'emergere della fredda ragion di Stato. Il Giornale attacca la DC per aver censurato il volantino di De Carolis e denuncia di nuovo il pericolo che si formi una milizia operaia secondo le direttive della CGIL. David Maria Turoldo in una tribuna aperta su Il Corriere dal titolo «Per tornare a sperare» ricorda la disperazione dei giovani e quanto siano inutili questi discorsi sull'ordine e sulla giustizia: "sempre gli stessi discorsi e detti dalle stesse bocche".
22 marzo. Ampio rilievo da parte di tutta la stampa all'approvazione delle leggi eccezionali i cui contenuti vengono riportati in tutte le prime pagine e prosegue il dibattito su Brigate Rosse e mass media. Il Corriere della Sera apre un'inchiesta tra tutti i direttori dei principali giornali internazionali. Vengono intervistati giornalisti della televisione, mentre da parte della DC vengono escluse iniziative per bloccare la libertà di stampa; anche Il Sole 24 Ore (quotidiano della Confindustria) prende posizione con un articolo di Luigi Pedrazzi dal titolo «Informazione come dovere». Su La Stampa si continua a discutere se è giusto o meno il silenzio stampa, mentre Lotta Continua e Il Quotidiano dei lavoratori prendono posizione contro il tentativo di «black out nelle teste» e viene duramente attaccato Antonello Trombadori, definito per il suo intervento nella trasmissione televisiva Bontà loro «un laido attore che recita a soggetto la sua parte, un pezzo viscido, consumato, falso» e annunciano di averlo querelato per aver paragonato Lotta Continua ad Ordine Nuovo.
Sulle leggi speciali inizia un aspro dibattito. Adolfo Beria d'Argentine su Il Corriere della Sera critica le nuove leggi antiterrorismo, mentre su Paese Sera il giudice Luciano Violante afferma che questi provvedimenti sono un primo passo verso la difesa dei cittadini e Giovanni Conso su La Stampa scrive che questi provvedimenti si muovono nello Stato e per lo Stato. Emerge la polemica tra il direttore di Paese Sera Aniello Coppola e Leonardo Sciascia aperta dal primo nell'editoriale di Paese Sera di domenica, in cui accusava lo scrittore siciliano di un colpevole silenzio. Sciascia risponde a Coppola e al PC con durissime accuse non ultima quella di stalinismo, riconoscendosi nelle posizioni di estraneità manifestate da Moravia su Il Corriere della Sera.
I sindacati si recano da Cossiga ad esprimere la loro solidarietà con le forze dell'ordine, mentre per i funerali dei due giovani assassinati a Milano si è aperto un aspro contrasto nei sindacati milanesi sulla durata dello sciopero per permettere la partecipazione degli operai ai funerali: alla posizione rigida della CGIL, che vorrebbe solo assemblee interne contro il terrorismo, si contrappone una posizione più aperta da parte della CISL che vorrebbe permettere la partecipazione degli operai ai funerali. Continua inoltre la polemica sulle posizioni di Pecchioli rispetto alla presenza di terroristi nelle fabbriche. A questo proposito Mario Colombo, segretario della Cisl milanese, dichiara che coloro che hanno cercato di dipingere le fabbriche come dei covi di brigatisti hanno ricevuto la più ampia smentita dai lavoratori milanesi con la grande manifestazione di giovedì scorso e con la mobilitazione in atto in tutte le fabbriche anche in relazione ai più recenti fatti ed all'assassinio dei due giovani militanti della nuova sinistra. Non è però da escludere che l'enfasi in taluni interventi sia strumentale a sostegno di una proposta che circola da tempo nel movimento sindacale: la costituzione di nuclei o di veri e propri "commissariati di polizia nelle fabbriche".
In un editoriale su La Voce Repubblicana, La Malfa afferma che è necessaria maggiore energia: viene ventilata l'adozione della pena di morte e sono ritenute insufficienti le nuove leggi contro il terrorismo. Zaccagnini, in una lettera ai dirigenti periferici della DC per la riunione del 29 marzo, chiede l'adozione di leggi nel rispetto della Costituzione e Amendola, in una nota scritta per il Popolo, giornale della DC, chiede di «isolare i terroristi, fare terra bruciata intorno ai gruppi che esaltano e praticano la violenza di massa e nella scuola respingere tutte le intimidazioni, affermare la libertà e la dignità dei docenti e degli studenti». Secondo i liberali le nuove leggi non tutelano gli interessi dei cittadini e rischiano di essere anticostituzionali. In questi giorni viene smentita l'esistenza di un piano per rapire Berlinguer diffusa dalla stampa nei giorni precedenti. È firmato l'accordo Italsider e i sindacati dichiarano: «abbiamo contribuito ad allentare la tensione».
23 marzo. Tutti i partiti decidono di non rinviare le elezioni di maggio. A Torino, la Corte respinge le proposte sull'autodifesa degli imputati; a Novara è arrestata Brunhilde Pertramer: inserita nell'elenco dei ricercati ha più volte smentito la sua partecipazione ai fatti di Torino e Roma. Il Giorno titola a tutta pagina: «Dopo una settimana, nulla», alla polizia servono altri diecimila uomini. In una riunione per l'ordine pubblico sono decisi controlli sulle radio private. Continua la polemica iniziata da Coppola. Sciascia è intervistato da La Repubblica. Le posizioni di Sciascia verranno precisate dallo scrittore stesso in un articolo su Panorama: «Lo Stato italiano è un guscio vuoto che rischia dì riempirsi di contenuti pericolosi. Non intendo scambiare la Costituzione per un po' di ordine pubblico». In un articolo sul Giorno viene precisato che l'intellettuale non può restare indifferente. Su Il Corriere della Sera McLuhan, nuovamente intervistato sul problema della stampa e il terrorismo, precisa: «Bisogna ridurre al minimo lo spazio dei terroristi». Sempre in prima pagina, in un'intervista ad alcuni storici italiani, Il Corriere afferma: «Sì alla cautela, no all'autocensura».
I quotidiani dell'estrema sinistra rispondono alla posizione de L'Unità («Le armi della cultura contro il terrorismo») affermando che le posizioni assunte da Sciascia e da altri intellettuali sono posizioni reali e denunciando la subordinazione della Rai e della stampa al potere nella gestione del caso Moro. Per il processo di Torino, Il Corriere della Sera scrive: «Fra codici e ideologie. È un processo politico». A Torino viene intervistato dal Giorno l'avvocato Giannino Guiso, difensore di Renato Curcio ed altri brigatisti. L'avvocato viene definito "uomo ponte fra lo Stato e le Br" perché alla precisa domanda se—qualora gli venisse chiesto—accetterebbe di svolgere opera di mediazione nel caso Moro, risponde: «Lo farei se lo chiedesse l'on. Craxi, segretario del mio partito, o l'on. Cossiga, che è stato mio professore di diritto costituzionale"». A Madrid viene ucciso il direttore delle carceri spagnole. L'attentato viene rivendicato dal gruppo maoista GRAPO.

### Cossiga responsabile unico
24 marzo. Cossiga è il responsabile unico del coordinamento tra la Pubblica Sicurezza, i Carabinieri e la Guardia di Finanza. Questo per decisione unanime dei cinque partiti di maggioranza, che approvano i miglioramenti per le forze di polizia. I sindacati accettano le leggi antiterrorismo, purché sia fissata una scadenza precisa. Biasini in un'intervista a Il Corriere della Sera dichiara a proposito della pena di morte: «Non escludiamo nessuna misura. Riteniamo che ogni indugio nella difesa dello Stato può far pagare al Paese in un prossimo futuro prezzi molto più alti di quelli che oggi siamo costretti a richiedere. C'è il rischio che si affaccino come difensori dell'ordine forze retrive e totalitarie». Intervistato sullo stesso problema, Emanuele Macaluso, del Comitato centrale del PCI, afferma che la pena di morte non serve, ma aggiunge: «Io sono d'accordo con La Malfa che siamo di fronte ad una situazione di emergenza [...] La risposta deve essere eccezionale e di emergenza».
Un commando della colonna torinese delle Brigate Rosse, guidato da Patrizio Peci gambizza a Torino l'ex sindaco democristiano, Giovanni Picco. Viene ventilata un'amnistia per i reati minori. È arrestato a Milano Francesco Berardi, detto "Bifo", leader dell'autonomia bolognese. La Cisl e la Uil prendono posizione contro la Cgil sul problema dei vigilantes in fabbrica. Uno dei venti ricercati, Antonio Favale, smentisce: è in carcere dall'agosto 1977. Lama dichiara al Gr2 di condividere le nuove leggi, e che compito dei lavoratori è quello di espellere dalle fabbriche i sostenitori del terrorismo. A Milano due delegati della Face Standard vengono processati in fabbrica: sono accusati di non aver scioperato per il sequestro Moro. I sindacati incontrano il comandante della Guardia di finanza. Umberto Terracini in un'intervista definisce la proposta di La Malfa per la pena di morte «un colpo di testa». Il Popolo in un lungo articolo prende posizione contro Sciascia, e Il Giorno riprende la polemica sugli intellettuali con un articolo su Sciascia, Moravia, Amendola. Rossana Rossanda su il manifesto in un articolo dal titolo «Chi sono i padri delle Brigate rosse» accusa i brigatisti di vetero-comunismo.
25 marzo. Le Brigate Rosse hanno ferito a Torino l'ex sindaco democristiano, Giovanni Picco. Sul sequestro Moro le indagini sono a un punto morto. A Roma avvengono assalti a sezioni democristiane e disordini durante una manifestazione di solidarietà per l'assassinio dei due giovani a Milano. La Cgil rinuncia alla sua proposta di creare ronde operaie antiterrorismo in fabbrica, in seguito all'opposizione della Cisl e Uil. Viene pubblicata la relazione che Biasini terrebbe al Congresso del Pri, il 26 aprile. Vengono evidenziati tre punti: 1) Severità dello Stato; 2) Leggi speciali; 3) Limiti e compatibilità dei contratti autunnali con la situazione del Paese. Si chiude anche la vertenza Dalmine, dopo quella dell'Italsider. Il Parlamento e i partiti resteranno aperti, data la situazione, anche a Pasqua.
I liberali chiedono ad Andreotti limiti di tempo alle leggi eccezionali e nessuna forma di autogestione per l'ordine pubblico. Si fa acuta all'interno della DC la polemica, dopo la presa di posizione di Discussione, organo del partito, contro i firmatari del volantino distribuito a Milano in cui venivano chieste le dimissioni di Cossiga. Il Partito Liberale viene attaccato dal Partito Repubblicano per le sue posizioni rispetto alle leggi d'emergenza. A Caserta, un giovane di sinistra viene accoltellato da neofascisti. Giancarlo Pansa intervista Paolo Grassi, presidente della Rai, sul problema dell'informazione e sul terrorismo che dichiara: «I terroristi lo sappiano, non saremo il loro megafono. La stampa deve vendere, noi no».
Grassi polemizza inoltre con Pajetta per le sue critiche, e paragona il caso Moro al caso Schleyer, giungendo alla conclusione che in Italia non sarebbe possibile un controllo dell'informazione come in Germania poiché comunque le notizie finirebbero per uscire. Quindi, l'unica alternativa è quella di diffondere messaggi e notizie con circospezione. Italo Pietra, sul Messaggero, risponde a Moravia affermando che è necessaria la partecipazione di tutti, mentre Corrado Staiano sullo stesso giornale precisa che è assurdo attaccare Sciascia e Moravia per le loro posizioni. È necessario usare tolleranza. Andrea Barbato, direttore del TG2, afferma su La Stampa che è necessario un giornalismo come servizio. Sul Tempo si afferma che chi non si schiera costituisce l'acqua per il pesce guerrigliero.

### Il comunicato n. 2 delle BR
26-27 marzo. Recapitato in quattro città il "comunicato n. 2" delle Brigate Rosse. In esso le Brigate annunciano che è iniziato il processo ad Aldo Moro ed enunciano i capi d'accusa. Affermano che l'organizzazione si muove in base al principio "contare sulle proprie forze" e il comunicato termina con la frase: «Onore ai compagni Lorenzo lannucci e Fausto Tinelli assassinati dai sicari del regime». Nell'editoriale su La Repubblica, Eugenio Scalfari afferma che la causa prima del fenomeno delle Brigate Rosse è da individuarsi nell'aver costretto per troppo tempo il PCI all'opposizione anche se questo dichiarava la propria disponibilità ad assumere funzioni di governo. Questo eccessivo lasso di tempo avrebbe permesso la nascita alla sua sinistra di una opposizione: il partito armato.
Cossiga si riunisce a consulto con i capi della polizia. Zaccagnini riunisce il vertice democristiano. Guido Bodrato afferma in un'intervista che la DC è più unita che mai, le decisioni sono collegiali e la base è pronta a rispettarle. Afferma inoltre che l'attacco alla DC è anche imputabile al fatto che i giovani hanno assorbito una realtà del paese distorta. Alla precisa domanda se come partito la DC accetterebbe lo scambio di Moro con un gruppo di brigatisti, risponde: «Su questo non ci possono essere opinioni personali e strettamente di partito. È un problema di governo e di Stato». Il Popolo afferma che si colpisce la DC perché essa rappresenta il pilastro di uno Stato libero e democratico.
L'Avanti! afferma che «è importante che non si continui a fingere di aver di fronte un gruppetto di disperati, isolati, braccati nella loro pazzia. Leggendo il "comunicato n. 2" si ha un'impressione purtroppo diversa, e proprio questo rende ancora più umiliante l'impotenza dello Stato». L'Unità parla di «follia lucida, di struttura tipicamente paranoica di ragionamento [...] L'attacco ai partiti costituzionali, e in particolare al PCI dimostra l'irritazione chiaramente avvertibile per le grandi manifestazioni di massa che hanno marcato l'isolamento dei terroristi [...] Si vuole preparare uno sbocco tragico a questa farsa chiamata processo? La coscienza di tutti insorge. È urgente fermare la mano di questi pazzi criminali».
A Torino la Uil attacca la Fim per la stampa di un manifesto in cui appaiono le foto di dirigenti della FIAT accusati per le schedature. Alcuni sindacalisti sostengono che «questa stampa può associare le Confederazioni alla linea di persecuzione dei funzionari dell'azienda già bersaglio preferito dei brigatisti». Per la Cisl «il tono di reazione al terrorismo talvolta sfiora l'isteria». A Genova il PCI espelle sei portuali del collettivo del porto colpevoli di aver distribuito un volantino in cui sotto il titolo «Né con lo Stato, né con le Br» prendevano posizione sul rapimento Moro affermando che questo fatto non deve portare all'assoluzione della classe politica democristiana e all'approvazione di leggi speciali liberticide. Il segretario provinciale del PSI, prendendo posizione sul problema, parla così: «espellere i socialisti presenti nel collettivo del porto? Direi che nel nostro partito questi problemi si pongono in modo diverso, non sono d'accordo su certi slogan e neppure col collettivo, ma non penso che le questioni si risolvano cacciando via i compagni».
Vincenzo Mattina, della segreteria nazionale della FIM, sul problema delle leggi speciali dichiara: «Penso che non sia il massiccio spiegamento di forze a ridurre l'influenza del terrorismo. L'esperienza nostra, e mi ha fatto piacere trovarla confermata nelle parole di Sandro Pertini, è che di fronte a gruppi terroristici è illusorio pensare che l'ampliamento della repressione possa tornare utile. Ho delle forti perplessità: ritengo che nonostante il momento non possono venir meno certi principi. Le intercettazioni, il fermo e l'interrogatorio senza avvocato sono provvedimenti ingiustificati anche davanti all'emergenza. Ci sono garanzie costituzionali a cui non si può rinunciare neppure in momenti come questi».
28 marzo. Il direttore de La Stampa, Arrigo Levi, su suggerimento di La Malfa lancia alcune proposte per l'emergenza. Esse sono: 1) Costituzione di un comitato formato dai capi partito incluso il Pli sul modello di quello formato in Germania per il caso Schleyer. 2) Il governo e il comitato dei capi partito devono indire in tutta Italia manifestazioni di solidarietà con Moro in concomitanza con una sospensione nazionale del lavoro. 3) Chiedere la convocazione del Consiglio d'Europa, da tenersi a Roma, che esamini la minaccia dei terrorismo in Europa: questa seduta sarebbe da tenersi nominando presidente Aldo Moro e conservando la sua sedia vuota. 4) Chiedere alle Nazioni Unite e alle massime potenze una dichiarazione di solidarietà e di appoggio al governo. 5) I sindacati e le organizzazioni degli imprenditori dovrebbero dichiarare una tregua per tutte le vertenze. 6) Viene sottoposta a discussione una proposta sulla presidenza della Repubblica: si dimetta Leone per rendere possibile l'elezione a Capo dello Stato Aldo Moro.
A Milano, i giovani del «Leoncavallo» rispondono polemicamente al volantino delle BR in cui vengono citati i due giovani assassinati. Lotta Continua afferma che non accetta la loro solidarietà e la rispedisce al mittente. Davide Lajolo in una "tribuna aperta" su Il Corriere della Sera attacca il disimpegno degli intellettuali. A Torino la colonna «Mara Cagol» delle BR rivendica con un volantino il ferimento dell'ex sindaco DC di Torino. Dopo il "giallo" della trasferta fantasma in Calabria del giudice Infelisi circolano voci di una sua sostituzione. Giorgio Galli in un articolo su La Repubblica afferma che non era certo il processo che stanno compiendo le BR quello che Pier Paolo Pasolini intendeva come "il processo al palazzo". Pasolini vedeva nel PCI il pubblico accusatore di questa DC, sulla posizione di collaborazione del PCI, invece che un processo con la DC rinnovata, si è inserito il terrorismo.
Unica risposta: la sinistra dimostri che è ancora in grado di operare una evoluzione in uno Stato che oscilla tra la devozione e la tentazione repressiva. Stefano Rodotà, riaprendo l'attacco contro gli intellettuali, ripete che gli untori vanno ricercati altrove. Si riporta la dichiarazione rilasciata da Mancini a Panorama in cui viene sottolineato che lo scandalo Lockheed è nato in America e che Moro era una delle persone che più si opponeva alle ingerenze esterne nel mondo politico italiano. Tra Il Corriere e L'Unità continua la polemica aperta da Ronchey sulla posizione del PCI e i collegamenti internazionali. Il quotidiano milanese afferma che il sequestro Moro è un altro segno del caos italiano e che la borghesia italiana usa il sequestro per rafforzare le leggi repressive. Mosca accusa Pechino di coordinare la strategia dell'ultrasinistra.
29 marzo. Si apre a Torino il 41º congresso del Partito socialista italiano e riprende, sempre a Torino, il processo alle BR con lo scoglio dell'autodifesa. Secondo i servizi segreti tedeschi la prigione di Moro si trova vicino a Roma. La proposta Levi per Moro alla presidenza della Repubblica provoca un ampio dibattito. Perplessità e interesse tra gli uomini politici. Tutti i giornali tendono a minimizzare, sottolineando che l'iniziativa è stata respinta dai vertici del partito democristiano, il Popolo afferma che questa è una proposta impraticabile: sarebbe Fanfani il vero presidente... Lotta Continua: «Proposta di Agnelli: condannare Aldo Moro alla presidenza della Repubblica». L'argomento è ripreso poi dall'editoriale «Cinismo e pessimo gusto», in cui si puntualizza che le indicazioni date da Levi vengono dalla trilaterale e dal capo dei padroni: Agnelli.
La Repubblica dà notizia che per l'indagine si segue anche una pista nera e vengono fatti dei confronti con il rapimento del figlio di Francesco De Martino avvenuto l'anno precedente. Macaluso, in risposta a Ronchey, parla di lotte tra correnti all'interno dei servizi segreti e porta l'esempio di Vito Miceli che avrebbe ricevuto finanziamenti dall'ambasciata americana. Montanelli in un'intervista afferma che gli italiani sono gli inquinatori d'Europa. Scalfari intervenendo su La Repubblica chiede che Fanfani chiarisca la sua posizione dopo la proposta di Levi. La Voce Repubblicana in un pezzo «Terrorismo non è sinonimo di paranoia» afferma di condividere l'analisi di Amendola sulla gravità del fenomeno e che tra il partito armato e le altre posizioni estremiste c'è una differenza solo quantitativa e non qualitativa. Paolo Spriano in un editoriale su L'Unità attacca le posizioni di Sciascia affermando «questo Stato non è un guscio vuoto».

### Lettera di Moro a Cossiga
30 marzo. Giunge un terzo comunicato delle BR che annuncia una lettera di Moro a Francesco Cossiga. Moro invita il Presidente del consiglio e il Presidente della Repubblica a «riflettere opportunamente sul da farsi per evitare guai peggiori, pensare dunque fino in fondo per evitare una situazione emotiva ed irrazionale. In queste circostanze entra in gioco, al di là di ogni considerazione umanitaria che pure non si può ignorare, la ragione di Stato» (...) «Il sacrifìcio degli innocenti in nome di un astratto princìpio di legalità, mentre un indiscutibile stato di necessità dovrebbe indurre a salvarli, è inammissibile. Tutti gli Stati del mondo si sono regolati in modo positivo, salvo Israele e la Germania, ma non per il caso Lorenz». «Queste sono le alterne vicende di una guerriglia che bisogna valutare con freddezza bloccando l'emotività e riflettendo sui fatti politici. Penso che un preventivo passo della Santa Sede potrebbe essere utile. Un atteggiamento di ostilità sarebbe una astrattezza e un errore».
Tutti i giornali riportano il testo della lettera di Moro in prima pagina con enorme evidenza. Tutti i quotidiani, inoltre, evidenziano nella titolazione della prima pagina che la lettera è chiaramente estorta: La Repubblica: «Moro scrive a Cossiga. In un messaggio chiaramente estorto il leader DC chiede al governo di trattare con le Brigate Rosse». Il Corriere: «Le Brigate Rosse hanno costretto Moro con una lettera a chiedere uno scambio». Il Giornale: «Moro chiede in una lettera a Cossiga che siano aperte trattative con le Br. Il testo è autografo ma lo stile è comunque diverso da quello abituale dello statista». Il Messaggero: «Una lettera di Moro. Vera? Falsa? Scritta sotto costrizione?» La Stampa: «Un nuovo messaggio delle BR con lettera (vera?) di Moro». Il Tempo: «Una lettera estorta a Moro col terzo messaggio delle Br». L'Unità: «Una tragica lettera di Moro. Dice di scrivere costretto dalle Br. Accenna a torture e chiede lo scambio». Il manifesto: «Moro nella prigione delle BR (o di chi altro?) Sotto un dominio pieno e incontrollato chiede lo scambio perché lo Stato non lo ha difeso.» Avanti!: (Non riporta la notizia in prima, dando enorme spazio all'apertura del congresso del partito a Torino). Unico giornale con una titolazione diversa, (Lotta Continua) non ha potuto riportare in tempo la notizia. Il Giorno: «Lettera di Moro dal carcere. "Il processo diventa sempre più stringente si deve guardare lucidamente al peggio"». Il Sole-24 ore si limita a dare la notizia tra i fatti di cronaca. «Terzo messaggio delle Br. Moro scrive a Cossiga».
Unico giornale, La Repubblica, che riprende la proposta di Arrigo Levi titolando «La crisi investe il Quirinale. Inevitabili per La Malfa le dimissioni del capo dello Stato». Viene data notizia che La Malfa ha posto chiaramente la questione dell'inagibilità di Leone e della necessità dì sostituirlo al più presto. Fanfani, in una lettera, risponde alla richiesta di chiarimenti di Scalfari smentendo assolutamente di non aver nessuna intenzione né di accettare né di appoggiare una richiesta come quella di Levi. In un editoriale Scalfari sottolinea la validità della risposta di Fanfani titolando il pezzo «Iniziative premature accrescono la tensione». Tutti i quotidiani riportano articoli in cui viene precisato che le parole di Aldo Moro non sono di Aldo Moro. La DC "preoccupata ma composta" si prepara alle elezioni amministrative. Viene data notizia della riunione dei dirigenti regionali del partito. Fausto De Luca precisa in un articolo su La Repubblica che la lettera di Moro non è altro che una serie di «parole scritte sotto la tortura».
31 marzo. Il Corriere della Sera: «La risposta della DC: non è possibile accettare il ricatto delle Br». La Stampa: «Non si può accettare il ricatto delle Br». L'Unità: «La Repubblica non può cedere al terrorismo. I partiti democratici respingono il ricatto e le minacce delle Br». Il Giornale: «La DC non tratta con le Br». Il Giorno: «Con le BR non si tratta». La Repubblica: «Non si tratta con le Br. Tutti i partiti sono d'accordo nel rifiutare qualunque tipo di scambio coi terroristi». Il Messaggero: «La DC decide di rifiutare il ricatto delle Br: lo Stato non può cedere», II Tempo: «La DC respinge il ricatto delle Br». L'Avanti!: «Il caso Moro ci riguarda tutti». Lotta Continua: «Moro in Cile, Curcio in Urss».
1º aprile. Su Il Corriere della Sera prosegue la polemica contro il PCI per la tesi comunista del "complotto internazionale" che secondo Ronchey serve soltanto a coprire la franca ammissione per la quale il sequestro Moro dimostra che ci si trova di fronte ad un fenomeno complesso, con profonde radici sociali nella realtà italiana. Dello stesso tono un articolo di Sabino Acquaviva, in cui si puntualizza la matrice leninista del fenomeno BR e la sua estraneità da quel fenomeno magmatico e complesso che si sviluppa nella realtà italiana durante il 1977, denominato "movimento". Al congresso socialista di Torino, De Martino affronta il problema della scelta tra autorità dello Stato e salvaguardia della vita umana: «Mi auguro che se dovesse porsi il problema di una scelta tra la fermezza dello Stato e la vita dell'ostaggio, il problema venga affrontato esaminandone tutti gli aspetti tenendo conto dei precedenti e del modo in cui si sono comportati altri Stati che hanno agito con fermezza ma hanno cercato di salvare la vita dell'ostaggio».
Pajetta, al congresso socialista di Torino, portando il saluto del comunisti afferma: «La risposta data dal governo e dalla DC all'attacco alla democrazia ci trova e spero trovi anche voi consenzienti». II Vaticano conferma ufficialmente che è pronto ad intervenire per Moro, precisando comunque che ciò sarebbe possibile se non ci fossero richieste inique. Vengono anche rievocati dal giornale vaticano i precedenti casi di intervento da parte della Santa Sede. La Pertramer, indicata fin dai primi giorni come una delle componenti il commando che aveva sequestrato Moro ed eseguito l'uccisione del maresciallo Berardi, a Torino viene completamente scagionata da questa accusa. Ampio rilievo sui quotidiani alle smentite di ogni trattativa e al fatto che tutte le forze politiche sarebbero concordi nel rifiutare il ricatto.
Viene precisato che la DC dopo la lettera di Moro ha attraversato momenti difficili, dibattuta tra la ragion di Stalo e quella dell'umanità. Senza riportare nessuna posizione della "componente umanitaria" viene precisato che ha prevalso la ragion di Stato, anche per le pressioni operate in tal senso dalle forze politiche, dai liberali ai comunisti. Macaluso su L'Unità polemizza con i "garantisti" affermando che il problema non è "prima riformare e post reprimere", ma affrontare immediatamente il problema del terrorismo senza per questo interrompere l'opera di rinnovamento. Nello stesso articolo viene portata una risposta alla posizione di Galloni, che aveva affermato la radice comunista del fenomeno.
2 aprile. Signorile al congresso PSI di Torino afferma: «Le parole di Sciascia e di Moravia e di altri mi hanno colpito profondamente. Nella loro assoluta buonafede e sincerità esse rivelano uno stato d'animo che non è limitato ad una ristretta cerchia di intellettuali». Enzo Forcella, in un suo intervento su La Repubblica fa notare che lo stato d'animo di estraniazione dolorosa di cui parlano Sciascia e Moravia si estende ad ampie fasce di cittadini. Tortorella, dirigente del PCI, in un editoriale su L'Unità dal titolo «Le responsabilità», interviene rigettando le accuse fatte al PCI di isolare e reprimere il dissenso, e precisa che non è certo attribuibile all'ideologia del PCI il proliferare del terrorismo. Su La Voce Repubblicana Giovanni Ferrara accusa Sciascia di dilettantismo politico e lo condanna per immobilismo.

### L'appello del Papa
3 aprile. II democristiano Granelli ribadisce, in un'intervista alla radio, che l'atteggiamento del suo partito è unito senza smagliature nell'atteggiamento di fondo, che è quello di salvare i valori fondamentali dello Stato. Saragat dichiara: «Un atto del parlamento che condannasse a sicura morte un innocente sarebbe insensato. Occorre, in una situazione tanto complessa, lasciare al potere esecutivo la necessaria elasticità di atteggiamenti per fare il possibile allo scopo di salvare la vita dell'onorevole Moro». I giornali precisano comunque che la posizione di Saragat è una posizione personale: infatti danno ampio spazio alle dichiarazioni del segretario delPSDI, Romita, che ha respinto con intransigente fermezza qualsiasi trattativa in cui possano essere coinvolti organi dello Stato.
Papa Paolo VI da piazza San Pietro rivolge un appello ai rapitori ("uomini delle Brigate Rosse") per scongiurarli di dare la libertà al prigioniero. Craxi, nella replica al congresso di Torino, si distacca dai sostenitori più intransigenti della ragion di Stato, affermando che essendo in gioco una vita umana non dovrebbero essere lasciati cadere alcuni margini ragionevoli di trattativa. Craxi respinge anche polemicamente le richieste avanzate da La Malfa riguardo alle dimissioni del Presidente della Repubblica e ricorda al segretario repubblicano di essere stato uno dei grandi elettori di Leone. Continuano, all'interno del sindacato, le divergenze tra Cgil e Cisl sui metodi di mobilitazione contro il terrorismo sui posti di lavoro.
4 aprile. II fronte della non-trattativa si rafforza, poiché Andreotti ha ottenuto l'assenso non solo sulla linea di intransigente rifiuto di una trattativa con le Br, ma anche sull'opportunità di non affrontare un dibattito sul caso Moro. A Roma la polizia porta avanti delle operazioni-setaccio, rastrellando interi quartieri e effettuando 41 arresti. In Vaticano trapelano voci di divergenze che sarebbero sorte dopo l'appello di Paolo VI, perché alcuni vorrebbero più "cautela". II congresso socialista si conclude e il nuovo comitato centrale nel suo schieramento vede Craxi e Signorile con il 63% dei voti, i demartiniani con il 26%, i manciniani col 7% e la "nuova sinistra" di Achilli con il 4%. Su Il Corriere della Sera, il deputato Macaluso dichiara che il linguaggio che il PCI usava negli anni cinquanta non è assimilabile a quello usato oggi dalle Br. Alla domanda se sull'esistenza del terrorismo il PCI abbia qualche autocritica da fare, risponde: «Su questo punto non abbiamo autocritica da fare».
Ma nella stessa intervista, Rossana Rossanda risponde che il terrorismo «ci appare come il frutto molto moderno di una crisi sia dell'integrazione capitalistica, sia della speranza di un mutamento. Se il terrorismo ha origine da queste frange di disperazione è chiaro che la sinistra, vecchia e nuova, ha la responsabilità di aver lasciato crescere questo ascesso». Sul Giornale si legge che il vertice della maggioranza ha ribadito la volontà di non cedere al ricatto dei rapitori di Moro. I liberali si dichiarano contrari a trattative con le Br, fosse anche per il tramite del Vaticano. Nell'operazione di polizia scattata a Roma 129 persone vengono "fermate". Rossanda replica duramente ai rimproveri de L'Unità. In aspra polemica con Macaluso scrive sul Manifesto che «I messaggi delle BR sono foto di album di famiglia del PCI» e accusa il partito dì Berlinguer di volersi «scrollare violentemente la criniera dal ricordo del passato». In un trafiletto è la notizia che è iniziato il processo di appello contro Ordine nuovo.
Giorgio Bocca intervista Antonio Bellavita, indicato come uno dei possibili autori del sequestro Moro, da quel cervello elettronico che aveva peraltro già indicato come probabili autori due persone ospitate in carceri italiane. Il Giorno riferisce sull'accordo al vertice per il metodo da seguire: nessun patteggiamento (perché lo Stato non può piegare la testa) ma ricerca di ogni soluzione per liberare il prigioniero. il manifesto informa sulla collaborazione fra Germania e Italia nelle indagini per la ricerca dei rapitori di Moro ed emerge l'evidente inferiorità tecnica della polizia italiana e la subordinazione alla polizia tedesca nella raccolta dei dati «dell'invadente calcolatore di Schmidt». Il brigatista Paroli, nell'udienza del processo di Torino, dichiara rivolto alÌa Corte: «Noi cantiamo poco, come le formiche, ma a voi cicale, faremo un inverno duro». Curcio assicura: «Diciamo anche al pubblico che i prigionieri del popolo, da Amerio al fascista Labate fino a Moro, non hanno mai subito alcuna forma di violenza».
5 aprile. Una lettera dall'inferno, scrive Il Corriere della Sera, annunciando la lettera che Moro dalla sua prigione manda a Zaccagnini. «Caro Zaccagnini scrivo a te, intendendo rivolgermi a Piccoli, Barlolomei, Galloni, Gaspari, Fanfani, Andreotti e Cossiga, ai quali tutti vorrai leggere la lettera e con i quali tutti vorrai assumere le responsabilità che sono ad un tempo individuali e collettive». La lettera prosegue: «Sono un prigioniero politico che la vostra brusca decisione di chiudere un qualsiasi discorso relativo ad altre persone parimenti detenute, pone in una situazione insostenibile. Il tempo corre veloce e non ce n'è purtroppo abbastanza. Ogni momento potrebbe essere troppo tardi». Moro prospetta, non in astratto diritto, ma sul piano dell'opportunità umana e politica, la liberazione di prigionieri di ambo le parti. Ricorda che altri Stati hanno avuto il coraggio di farlo e ammonisce: «Se così non sarà l'avrete voluto, e lo dico senza animosità, le inevitabili conseguenze ricadranno sul partito e sulle persone». E profetizza: «Poi comincerà un altro ciclo più terribile e parimenti senza sbocco [...] che Iddio vi illumini e lo faccia presto, come necessario».
E Andreotti alla Camera, tempestivamente: «Non si può patteggiare con gente che ha le mani grondanti di sangue». La DC ribadisce il suo "no", scrive Il Corriere della Sera, spiegando che «L'atteggiamento è stato concordato, dai leader del partito, con la morte nel cuore». Piccoli (capogruppo DC) ripete il rifiuto di avviare trattative; Natta (capogruppo PCI) ribadisce la fermezza della posizione comunista. Lotta Continua titola invece: «Moro tenta un disperato arbitraggio, stretto tra le BR che lo processano e DC-PCI che lo vogliono morto». Sul Giornale, Indro Montanelli sostiene che nessun commento ha da fare sulla seconda lettera di Moro «per il semplice motivo che non è di Moro». Smentisce quanto da Moro affermato su Taviani e Gui a proposilo del caso Sossi dicendo che anche se Gui e Taviani invitati a testimoniare confermassero quanto da Moro affermato, «a noi non risulta, né pare credibile. E dobbiamo aggiungere che non cambieremmo idea nemmeno se i due parlamentari lo confermassero». L'articolo di fondo di Montanelli avvia il processo sulla PSIchiatrizzazione di Aldo Moro.
La Malfa, sul Messaggero, dichiara (in previsione di un suo rapimento da parte delle Br) di aver consegnato una lettera ai suoi familiari affinché possa servire da riscontro. «Questa è la mia scrittura - ha detto La Malfa alla moglie Orsola e ai due figli Giorgio e Luisa. Ove voi non la ricordiate, se mi succedesse quel che e successo a Moro, qualunque lettera vi arrivi, voi dovrete negare che la grafica è la mia». II quotidiano non riferisce se la lettera è stata scritta su carta intestata con il simbolo dell'edera e non spiega se il rifiuto di accettare, da parte di La Malfa, le lettere di Moro debba essere letto in questa ottica di negazione dell'evidenza. L'Unità: «La Repubblica non cederà». Allegato al messaggio delle BR una lettera a firma Moro diretta a Zaccagnini che svolge «incredibili argomentazioni». Il Popolo commenta: «Non è moralmente ascrivibile a Moro». Lama dichiara: «È il testo di un uomo che non è padrone della propria persona». il manifesto: «In una camera atona, incapace di dibattito e di responsabilità, giunge un drammatico personalissimo appello di Moro. La risposta, elusiva, cinica, burocratica, è: non è lui». E nel corsivo («Inerte fermezza») scrive: «Quel che appare inspiegabile, inaccettabile, assurdamente vergognoso, è coprirsi dietro un rigido principio di Stato e insieme non far nulla».
La Repubblica si allinea alla PSIchiatrizzazione di Moro attraverso un editoriale di Eugenio Scalfari dal titolo perentorio: «Quelle parole non sono credibili». Perché? «Manca alla lettera autografa una data certa e manca ogni prova verificabile sull'effettivo stato di salute e di consapevolezza PSIchica del prigioniero. Le BR hanno ridotto un uomo alla condizione disumana d'un fantoccio. Non è attraverso un fantoccio che possono parlare ad una nazione». In terza pagina, Sandro Viola sostiene che Moro è sottoposto «ad una prova che avrebbe fiaccato la PSIche, l'autocontrollo, l'equilibrio nervoso di qualunque uomo [...]». È quindi con fredde e ciniche analisi che gli intransigenti rimuovono dalla propria attenzione le invocazioni e i suggerimenti che Moro indicava per la sua salvezza. Polemico riferimento di Andreotti contro gli intellettuali che van parlando di Stato autoritario e repressivo, perché sono oggettivamente complici dei terroristi. «Caso mai in Italia stiamo pagando per l'eccesso opposto», Balzamo alla Camera denuncia «la retata romana» e l'ondata di fermi come un fatto gravissimo. Sono state violate precise norme garantiste, manifesta inoltre la seria preoccupazione che l'indiscriminata lotta al terrorismo possa facilmente sfociare nella risposta repressiva.
6 aprile. Il Corriere titola che dopo il tentativo delle BR di dividere il partito servendosi del prigioniero, la DC fa quadrato intorno a Zaccagnini. Tutti concordi nel riconoscere la mano dei terroristi nelle frasi in cui viene chiamato in causa il segretario della DC. Nella DC c'è la certezza che gli obiettivi del terrorismo siano essenzialmente di distruggere la figura di Moro, con lettere moralmente a lui non ascrivibili, e di dividere il partito, usando le parole di Moro come grimaldello. Dopo il nuovo messaggio delle BR la Santa Sede appare perplessa. Il Vaticano sta rinunciando ai tentativi per liberare Moro. Essendo stato proposto lo scambio dei prigionieri, questa proposta viene definita assurda. In un editoriale Vittorelli afferma che hanno fatto bene tutti i gruppi democratici della Camera a respingere ogni proposta di baratto. Perché questo dramma abbia fine, e perché esso non si ripeta «lo Stato non può, lo Stato non deve mollare».
Di Vagno dichiara invece che per salvare una vita umana, lo Stato democratico non può chiudersi dietro schemi o affermazioni apolitiche, ma deve fare tutto quanto è possibile e necessario perché questa vita venga salvata. Il diritto che lo Stato ha di punire è la controfaccia del dovere, di quanto deve e può fare per salvare la vita non solo di Moro, ma di qualsiasi cittadino. Editoriale su Il Corriere di Leo Valiani: «La volontà di Moro è coartata dai suoi torturatori». Commenti su Il Corriere dopo il ritrovamento dell'opuscolo della direzione delle Br: viene precisato che la matrice ideologica e semantica si muove tra Marx e Meinhof. Indagini su 300 persone irreperibili; secondo un rapporto della Digos, 200 sarebbero brigatisti. Dalla DC viene precisato che, siccome i terroristi cercheranno di nuovo di far pressione tramite le lettere di Moro, la DC rifiuterà di dare qualsiasi valore ai messaggi che Moro scriverà dalla sua prigione. Vittorelli apre un altro editoriale affermando: «Condividiamo il giudizio del Popolo quando scrive che la lettera di Moro non è moralmente a lui ascrivibile».

### L'appello della moglie
7 aprile. Editoriale su Il Corriere di Piazzesi. Affrontato il problema del terrorismo nel mondo, citando gli studi della Rand Corporation. Dai dati contenuti negli archivi della Rand, dei 47 uomini politici sequestrati in questi anni, risulta che 7 su 10 si sono comportati nello stesso modo del presidente della DC pur non essendo stati sottoposti a torture fisiche e nemmeno a grosse pressioni psicologiche. Si afferma che è forse il caso che certe ipotesi drammatiche e romanzesche vengano accantonate, anche perché (sempre tenendo come punto di riferimento gli studi della Rand Corporation) appare evidente che le dichiarazioni «con i terroristi non si tratta», basate su un giudizio morale e non politico («non si possono stringere mani lorde di sangue»), o di principio («lo Stato non può subire una umiliazione tanto grave»), si scontrano con il modo in cui avvenimenti di questo tipo sono stati affrontati nella maggioranza dei casi.
Si ricorda infine che hanno già trattato con i terroristi Stati forti come gli Stati Uniti d'America e la Germania federale. La moglie di Moro lancia un messaggio al marito attraverso il quotidiano Il Giorno. Sfiducia in Vaticano sui contatti con le Brigate Rosse per salvare Aldo Moro. Scoperto a Napoli un covo di terroristi con armi e targhe false. Tutti liberati i fermati dell'operazione del giorno precedente.
8 aprile. Vertice a Copenaghen. L'impegno europeo contro il terrorismo: i capi di governo della comunità diffonderanno una dichiarazione comune contro la violenza politica. Genova: ferito il presidente degli industriali. È il decimo attentato BR in quella città. Dichiarazioni di Luciano Lama a La Repubblica sul terrorismo: vengono anticipati i temi di discussione del direttivo confederale. Reazioni all'interno del sindacato anche per le dichiarazioni sul terrorismo. Dal carcere di Cuneo il brigatista Maraschi si dissocia dalle analisi e dalle azioni delle Br. Voci di trattative segrete tra i familiari e le Br. La tesi della famiglia è che non esistono nella situazione italiana elementi tali da escludere comportamenti che hanno un precedente nel caso Lorenz. Dichiarazioni degli autonomi in cui si criticano le posizioni «verticistiche e aristocratiche» delle BR nell'uso della violenza e nel lavoro di massa. Appello al paese degli uomini della Resistenza. Firmato da tutti gli uomini più rappresentativi della Resistenza.
In un editoriale de Il Corriere della Sera viene criticata la posizione di Macario nei confronti di Lama precisando che Lama nell'intervista a La Repubblica altro non ha fatto che precisare alcune sacrosante posizioni sul risanamento economico delle aziende e la lotta al terrorismo. La gravità dei tempi impone a tutti di ripensare a tutto, che quindi anche Macario ripensi alla sua posizione. il manifesto titola: «In un'ora grave, una seconda intervista di Lama a La Repubblica porta il sindacato alla lacerazione». Il Consiglio superiore della magistratura critica le leggi anti-Br. Roberto Mazzola, uno dei leader del "gruppo dei Cento" (la componente liberalmoderata della DC in Parlamento) in un'intervista a La Repubblica afferma: «Il 16 marzo con il rapimento di Moro è praticamente avvenuto un piccolo colpo di Stato, è nato un nuovo regime. Noi rappresentiamo la maggioranza del partito e ci faremo sentire. L'accordo con i comunisti ha destabilizzato il paese».
Enzo Forcella, direttore della Rete 3 scrive: «Sono tra coloro (ce ne sono, anche se si sta facendo il possibile per ignorarne l'esistenza) che non sono disposti ad accettare a scatola chiusa l'interpretazione ufficiale delle lettere di Moro, adottata, sin dall'inizio, dai partiti dell'arco costituzionale e recepita, con poche eccezioni, dalla maggior parte dei giornali e degli altri mezzi della comunicazione di massa. Le forze che oggi egemonizzano il potere e in primo luogo i democristiani, avrebbero dovuto agire in maniera diversa: non lo hanno fatto [...] però dovrebbe essere chiaro, nelle coscienze se non nei documenti ufficiali, che si tratta di una manifestazione di debolezza, non di forza».
9 aprile. II Corriere ripropone il mistero delle lettere di Moro alla moglie Eleonora. Zaccagnini e il Presidente del consiglio Andreotti tengono un "vertice". Nulla trapela del loro colloquio. Forse il tema è stato il nuovo messaggio delle Br. Ma quale? Sempre Zaccagnini, rispondendo alle richieste della base barese del collegio elettorale di Aldo Moro, scrive una lettera dichiarando di non voler lasciare nulla di intentato, ma non specifica che cosa voglia tentare. Il deputato Galloni non è più chiaro del suo segretario e, usando più parole, afferma che il partito adempirà fino in fondo al proprio dovere, che consiste, nello stesso tempo, nella difesa intransigente dello Stato e nel non tralasciare occasione per salvare la vita di Moro che ha un valore inestimabile per sé, per la sua famiglia, per la collettività nazionale ecc. ecc. Su L'Unità un editoriale di Gerardo Chiaromonte fa notare che «non c'è tempo da perdere; vanno rispettate le scadenze della attività parlamentare e governativa. Vanno approvate in tempo utile le leggi per evitare il referendum. Nel contempo e necessario rendere più incisiva l'azione della polizia, della magistratura, dei servizi di sicurezza».
La Voce Repubblicana, secondo la linea espressa da Ugo La Malfa, afferma che tutto quanto è avvenuto e avverrà durante la prigionia di Moro è attribuibile esclusivamente alle Br, con le quali non deve essere in alcun modo avviata la trattativa. I liberali appoggiano la fermezza democristiana, ma lamentano che non tutto avviene alla luce del sole perché molto è affidato a riunioni di partito o di gruppi ristretti. Sulle ipotesi da parte di un giornale torinese che attribuiscono a Fanfani una non precisata iniziativa per la liberazione di Moro, un portavoce di Palazzo Madama commenta: «Sono sciocchezze che non meritano neppure smentite». Sul Giorno si dà notizia di un intervento della polizia per intercettare una lettera di Moro diretta alla moglie e di riunioni notturne al Viminale. Mentre il PCI presenta un dossier sulla violenza, denunciando che in soli tre mesi sono siati compiuti 913 attentati. La cifra è spaventosa.
Statisticamente, gli atti di violenza sono esattamente il doppio rispetto a quelli dello stesso periodo del 1977. Per un'intervista intempestivamente concessa da Lama si crea una spaccatura tra Cgil e Cisl. In un articolo di Vecchiato si spiega il conflitto politico. Antonio Vassalli interviene sul caso Moro con «Tre considerazioni sulla linea dura» e dichiara, pur tra molte perplessità, di propendere per la via della trattativa. L'attentato all'ing. Schiavetti di Genova suggerisce al Giorno la definizione di "Uomini cerniera" per questi rappresentanti del mondo economico preso di mira dalle Br. Intanto la Lockheed e Antonio Lefébvre occupano uno spazio minimo nelle cronache. Il Giornale di Montanelli in un riquadro in prima pagina titola: «Cresce il malumore nella DC per la paralisi del partito». La paralisi è politica. Il segretario Zaccagnini viene sollecitato da più parti a convocare la direzione e il Consiglio Nazionale e ad abbandonare la pratica dei misteriosi "vertici" adottati fino ad ora. Il PCI sollecita la DC per l'applicazione del programma concordato. I repubblicani intervengono per impedire eventuali cedimenti della DC verso le trattative, su ispirazione del solito La Malfa. Su La Stampa ferme parole sul dramma tra famiglia Moro e partito: «Fate ciò che dovete fare» dice la signora Moro alla DC. La DC non fa niente.
10 aprile. La polizia ha intercettato la lettera di Moro diretta alla moglie ove ripropone in chiari termini lo scambio di prigionieri. La lettera di Moro è un accorato appello per la sua vita e chiede al suo partito e al governo di rivedere l'atteggiamento di chiusura rigida assunto nei confronti di qualsiasi trattativa. In un editoriale si fa notare che sebbene il caso Moro presenti parecchie analogie con il caso Schleyer, le situazioni interne per la gestione del caso sono diverse nei due paesi. «Una strategia efficace in Germania può rivelarsi inutile o dannosa in Italia [...], In Germania al silenzio del governo corrisponde in perfetta sincronia il silenzio della stampa. Ma tale comportamento in Italia non sarebbe possibile in quanto implica una totale autocensura» Come mai? Perché il silenzio presuppone un rapporto di fiducia tra Stato e cittadini: rapporto che in Italia non esiste.
Nel pomeriggio giunge il "comunicato n. 5" delle Brigate Rosse, ma solo all'indomani sarà reso noto dalla stampa. Scalfari, in un corsivo, annuncia che il governo e la DC sarebbero orientati verso la possibilità di indicare una persona che possa entrare in contatto con le BR a loro volta alla ricerca del riconoscimento di uno status. La DC non vorrebbe compromettere se stessa, né lo Stato, né la famiglia Moro. Tutto ciò si rivelerà fervida fantasia. Più realistico l'articolo di De Luca che indica Fanfani e Zaccagnini candidati alla presidenza della Repubblica e titola: «Grandi manovre nella DC, si prepara una nuova troika». C'è il problema del Quirinale. Moro è sempre in mano delle Br. Lo stato maggiore del PCI discute in gran segreto ma come sempre: «Solo una richiesta al governo: fermezza». Rodolfo Brancoli arriva a New York per conoscere gli studi che in America vengono fatti da diversi psichiatri sul caso Moro. Si tratta di specialisti nell'analisi del comportamento dell'individuo tenuto in prigionia e sottoposto a fortissima pressione psicologica per obiettivi politici. La conclusione unanime, che non desta d'altronde meraviglia, è che, anche senza abusi fisici, con il tipo di pressione adeguato e il tempo necessario, qualsiasi uomo può essere indotto a dire, fare e scrivere qualsiasi cosa. Insomma, Moro che chiede di essere salvato è in preda ad uno stato psichico ai confini del patologico.
11 aprile. Spiegato il mistero della lettera privata alla famiglia. La polizia controllando il telefono del collaboratore di Moro, Rana, ha intercettato una telefonata in cui le BR annunciavano la lettera ai familiari nei giorni precedenti. Arriva il quinto comunicato delle Brigate Rosse in cui i rapitori di Moro annunciano che il processo continua e che non esiste nessuna trattativa segreta, e «nulla verrà nascosto al popolo». Nel messaggio vi sono dei primi accenni ai risultati del processo con accuse nei confronti di Taviani. Allegata al volantino viene resa pubblica una lettera di Moro in cui il rapito ricorda al collega di partito come abbia smentito le sue dichiarazioni, confermate invece da Gui, sulla sua disponibilità ad adottare una linea flessibile durante il sequestro Sossi. Le accuse a Taviani continuano precisando qual è il suo ruolo all'interno del partito. Taviani, interpellato, precisa che non intende polemizzare con le BR (dimenticandosi che la lettera è di Moro, non delle Br). Tutti i giornali riportano la lettera precisando e dando rilievo che gli amici (quali?) dichiarano che questo è un Moro irriconoscibile e i giornali sottolineano che dopo tre settimane di cattività Moro chissà sotto quali condìzioni di tortura fisica e psichica è costretto a scrivere ciò che vogliono i suoi carcerieri.
Sui problemi della sicurezza vengono decise riunioni settimanali dei ministri europei. Torino: in serata un ginecologo viene ferito a revolverate nel suo studio. L'attentato è rivendicato dalle "Squadre proletarie di combattimento". Il Popolo scrive che le BR insistono nell'insensata provocazione allo Stato e costringono un benemerito della Democrazia repubblicana a una prova fisica morale e psicologicamente insopportabile. I giornali riportano che il tragico dilemma sulla trattativa ha creato un contrasto tra la famiglia e il partito. Si apre un dibattito all'interno del gruppo "Febbraio '74" di cui il figlio di Moro è stato fondatore. Dopo il vertice dei ministri dell'Interno, a cui ha partecipato Cossiga, a Zurigo presto un nuovo vertice con Francia, Germania, Austria e Svizzera. Montanelli in un editoriale afferma che sarebbe estremamente grave se il caso Moro diventasse un caso di famiglia.

### Le BR uccidono a Torino
12 aprile. In un agguato, è ucciso a Torino un agente carcerario. Viene ferito e catturato uno degli attentatori che dichiara: «Sono un prigioniero politico». I dirigenti della DC sostengono che i pericoli maggiori oggi sono essenzialmente tre: una frattura nel loro partito, una difficoltà del Partito comunista e una polemica sul caso Moro visto sotto il profilo umano che spacchi l'opinione pubblica in falchi e colombe. Berlino: al processo ai rapitori di Peter Lorenz, appartenenti al gruppo «2 Giugno», gli imputati inneggiano alle Brigate Rosse e dichiarano che il vero processo si svolge in Italia e non a Berlino. Su La Repubblica Antonio Gambino, dopo aver verificato che il fronte delle trattative aumenta di giorno in giorno, sostiene («Perché non si può trattare con le Br») che un negoziato può essere aperto solo se si ammette chiaramente di essere in una situazione di guerra civile e comportarsi di conseguenza, ma se questo vuol essere evitato va da sé che debbano essere evitate le trattative.
Il Popolo, dopo aver precisato di essere tra i più strenui sostenitori della libertà di stampa, critica alcuni giornali che hanno riportato il volantino e la "pseudodeposizione" di Moro senza chiose e commenti che richiamassero la virulenza antidemocratica dei testi. Secondo L'Unità, la terza via, teorizzata da alcuni intellettuali di fronte al fenomeno del terrorismo non è altro che un'illusione. Si disgrega in questa situazione «una controcultura che, col pretesto di tutelare l'autonomia dell'intellettuale si sottrae alla necessità di difendere la democrazia». Dichiarazioni del comunista Pecchioli sulla vicenda Moro: «C'è anche il rischio che le Brigate Rosse ottengano una sorta di status politico da parte dell'opinione pubblica, che i terroristi riescano a darsi un'immagine sul tipo della Olp dei palestinesi. Per questo il PCI continua a ripetere alla DC che non deve trattare con le Br. Chi vuoi trattare è o l'estrema destra o Lotta Continua».
13 aprile. Le BR rivendicano l'uccisione della guardia carceraria a Torino. Il brigatista arrestato si chiama Cristoforo Piancone, ex operaio Fiat iscritto al PCI e al sindacato. Il P.G. Pascalino avoca l'inchiesta sul rapimento Moro. La Repubblica annuncia a tutta pagina che il sindacato scende in campo contro le Br. Viene anche annunciato che le prossime piattaforme «non potranno che avere un contenuto salariale obiettivamente ristretto». La Gazzetta del mezzogiorno pubblicherà l'indomani un appello proveniente da Bari affinché si tratti per salvare la vita di Aldo Moro. Galloni dichiara la sua adesione convinta alla linea del rifiuto del ricatto. La Malfa scrive: «La ragione di Stato vuole che noi riusciamo a liberare attraverso le forze dello Stato l'onorevole Moro. Il senso dello Stato vuole che non si ceda in nessun modo e in qualunque circostanza al ricatto delle Br». In una dichiarazione a Paese Sera Cossiga polemizza con chi critica le nuove leggi. Luigi Pedrazzi sul Popolo scrive: «L'unità della DC al servizio del Paese». Sempre su Il Messaggero Giuseppe Branca affronta per la seconda volta l'argomento «Ancora su una vita da salvarci».
14 aprile. Il Corriere della Sera, nell'editoriale di Gianfranco Piazzesi: «Il crollo di un sistema, lo sfascio di una nazione, non sono mai dovuti alla violenza dei partiti armati, bensì agli errori e alle insipienze di quelli disarmati». E ancora: «Senza la tutela di Moro, Zaccagnini e i suoi diretti collaboratori difficilmente potranno guidare da soli una forza politica composita come la DC ( [...] ): due partiti dalle tradizioni e dalle finalità così diverse, come sono appunto la DC e il PCI possono impostare rapporti realistici solo se si accordano su un programma minimo e se stabiliscono un modus vivendi dai limiti ben precisi (...). Anche una tregua fra DC e PCI, oggi indispensabile, non può essere considerata una soluzione duratura. In quanto tale tregua conduce o alla ripresa delle ostilità o a rapporti meno occasionali e improvvisati tra le parti contraenti». La DC conferma la chiusura ai terroristi, che vuoi dire rifiuto della trattativa per la liberazione di Moro.
Il sociologo Acquaviva analizza le origini storiche del partito armato e si chiede in che modo il Sessantotto è diventato il '78. II magistrato Pomarici propone l'uso del siero della verità, poiché l'azione illecita che verrebbe commessa dai rappresentanti della legge sarebbe giustificala dallo stato di necessità. Qualcuno lo prende sul serio. Scalfari, su La Repubblica intitola un editoriale «Colombe che sono falchi». Si accorge che sta prendendo corpo il partito della trattativa. Tra i trattativisti elenca, allarmato, Lotta Continua, Avanguardia Operaia, settori creativi del Movimento Studentesco, Luigi Pintor che viene definito un anarchico-individualista e sentenzia che «una parte delle nostre colombe è formata infatti da anarchici individualisti. Cent'anni fa, per distruggere lo Stato, gli anarchici individualisti attentavano alla vita di qualche monarca; adesso, sempre per distruggere lo Stato, sostengono che la vita umana va difesa a qualsiasi prezzo, il mutamento è notevole, ed anche apprezzabile, ma l'obiettivo rimane il medesimo».
15 aprile. Cristoforo Piancone dichiara di far parte delle Br. Il segretario del leader DC, Rana, è convocato in Procura. Gli inquirenti si recano nello studio di Moro. Si riaffaccia l'ipotesi di contatti segreti tra BR e famiglia. Nel Veneto vengono eseguiti undici attentati. Presi di mira anche un giudice e un vicequestore. Alla guardia carceraria Cotugno uccisa a Torino viene assegnata la medaglia d'oro alla memoria. A vuoto ogni ricerca della "prigione del popolo". I socialisti al Senato nella dichiarazione di voto chiedono che i nuovi provvedimenti per l'ordine pubblico siano limitali nel tempo.

### Annuncio della condanna a morte
16 aprile. Arriva il comunicato numero 6 delle Br. L'interrogatorio al prigioniero Aldo Moro è terminato: non ci sono dubbi, Moro è colpevole e viene pertanto condannato a morte. Riunione del comitato di emergenza della DC. Sul Popolo si dichiara: «Fare tutto ciò che è possibile per salvare la vita del nostro presidente, nell'ambito dei nostri doveri indicati dalla direzione del nostro partito». Le BR rivendicano con un volantino l'uccisione della guardia carceraria a Torino.
17 aprile. La DC lancia un appello per la salvezza di Moro. Il vicesegretario Galloni precisa il senso dell'iniziativa: quando gli viene rivolta la domanda «concretamente in che modo?» risponde «Sono problemi che non può risolvere la DC da sola. Ecco il senso dell'appello». La DC, viene precisato, lancia un appello umanitario ma non direttamente alle BR «perché ciò comporterebbe l'apertura formale di trattative». Lo scopo è sollecitare un intervento esterno al partito, al governo e allo Stato. Il PCI ribadisce la sua intransigenza, anzi dall'ultimo comunicato trae nuove conferme a resistere con estrema fermezza. Solidali con la DC anche tutti i partiti minori e i sindacati. Viene data notizia dell'incontro tra Craxi e la signora Moro: portandole la solidarietà dei socialisti Craxi le ricorda che considera «dovere fondamentale dello Stato la liberazione di Aldo Moro». Il Vaticano è disponibile a passi umanitari per la liberazione di Moro. In un articolo di Ruggero Orfei su La Repubblica viene attaccato il partito delle trattative e il giornale Il Giorno che si è fatto portavoce di molte "colombe cattoliche".
18 aprile. Leo Valiani, dalle colonne de Il Corriere della Sera, fa sapere che i provvedimenti che di recente sono stati decretati ampliando i poteri alla polizia sono ancora troppo blandi. È suo convincimento che si debba rafforzarli ulteriormente. Moro, prigioniero delle Br, dopo la sua condanna a morte aspetta che due organizzazioni internazionali possano intervenire. Una è la Caritas, l'altra è Amnesty International. Kurt Waldheim, segretario dell'ONU, rivolge un appello ai "membri" delle Br. Jimmy Carter, presidente degli Usa, manda un messaggio alla famiglia Moro. Il PCI con la relazione di Bufalini al comitato centrale chiede più energia sull'ordine pubblico, e precisa: «Non dimentichiamoci che non siamo più all'opposizione». Sempre in prima pagina de Il Corriere della Sera: «Moro è vivo si può ancora trattare». Giannino Guiso, il legale che ebbe un ruolo importante nella soluzione del caso Sossi: "L'esecuzione non può essere già avvenuta, Moro va salvato, le cose che ha scritto vanno prese sul serio». Inizia la battaglia di Guiso per la salvezza di Aldo Moro con qualche precisazione: «Moro va salvato: per salvare la sua vita sono pronto a mettere a repentaglio la mia, ma non muoverei un dito per salvare la Democrazia Cristiana. Di fronte alla DC ripeto le parole di Sciascia: "Non farò niente per evitare che si suicidi"».
Il PSI: «Lo Stato deve rimanere estraneo, non indifferente». Raniero La Valle, su Paese Sera rilancia con un suo articolo la necessità della trattativa: "Non si tratta di separare e di mettere tra parentesi la politica, ma di scegliere le politiche giuste». Su La Repubblica, Scalfari invece insiste: «Un prezzo che lo Stato non deve pagare», dice. Mentre Giorgio Bocca, ricordando l'abitudine degli italiani di convivere da secoli con catastrofi naturali e politiche, afferma che: «Non è colpa nostra, di noi manipolatori di professione, se il comunicato n. 6 delle Br, con quel suo modo di fare la storia e l'analisi della DC nel dopoguerra dice, su per giù, quello che la sinistra storica ha detto per decenni. La storia non è una linea retta e non è neppure una maestra».

### Falso messaggio BR

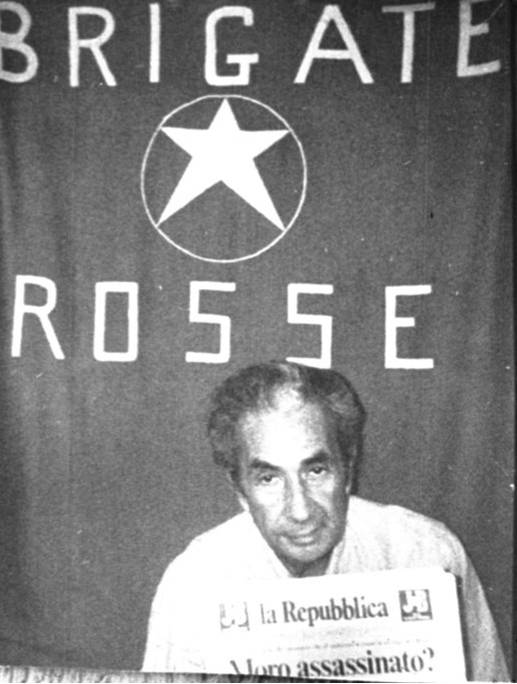
La foto allegata al vero comunicato n. 7: Aldo Moro con una copia del quotidiano la Repubblica del 19 aprile 1978.

19 aprile. Un messaggio, che in seguito sarà clamorosamente smentito, annuncia che Aldo Moro è stato ucciso. Il testo dice: «Il processo ad Aldo Moro. Oggi 18 aprile 1978 si conclude il periodo dittatoriale della DC che per ben 30 anni ha tristemente dominato con la logica del sopruso. In concomitanza con questa data comunichiamo l'avvenuta esecuzione del presidente della DC Aldo Moro mediante "suicidio". Consentiamo il recupero della salma, fornendo l'esatto luogo ove egli giace. La salma di Aldo Moro è immersa nei fondali limacciosi (ecco perché si dichiarava impantanato) del lago della Duchessa, altezza 1.800 m. circa, località Carlore in provincia di Rieti confinante tra Abruzzo e Lazio. È soltanto l'inizio di una lunga serie di suicidi. Il suicidio non deve essere soltanto una prerogativa del gruppo Baader-Meinhof. Inizino a tremare per le loro malefatte i vari Cossiga, Andreotti, Taviani e tutti coloro i quali sostengono il regime. P.S. Rammentiamo ai vari Sossi, Barbaro, Corsi ecc. che sono sempre posti in libertà vigilata. Comunicato n. 7 18-4-1978. Per il comunismo Brigate Rosse». Il falso comunicato del lago della Duchessa fu scritto probabilmente da Antonio Chichiarelli, falsario legato alla banda della Magliana, su commissione dei servizi segreti statunitensi. L'allusione ai "suicidi" dei membri della RAF suona come una velata minaccia di morte per i brigatisti italiani detenuti: infatti, sia Andreas Baader sia Ulrike Meinhof erano morti nelle loro celle, l'uno il 18 ottobre 1977, alla fine del sequestro Schleyer (organizzato con modalità simili al sequestro Moro, dalla dinamica dell'attentato alla richiesta di liberazione dei terroristi fino all'occultamento del cadavere all'interno del bagagliaio di un'auto), l'altra il 9 maggio 1976 (stessa data del ritrovamento del cadavere di Moro, due anni dopo); sugli apparenti suicidi dei detenuti della RAF erano stati sollevati dubbi da parte dell'opinione pubblica.
Vengono mobilitate in tutto il paese le sezioni della DC. Sospeso il comitato centrale del PCI, Berlinguer si reca in piazza del Gesù. Si apprenderà in seguito che sia la DC che il PCI avevano già pronti i manifesti di commemorazione e si attendeva solo il ritrovamento del cadavere per dare il via alle cerimonie funebri. Scoperto a Roma per una perdita nelle tubature dell'acqua un covo delle Brigate Rosse in via Gradoli. La Malfa esce piangendo dalla sede della DC ed afferma: «È un giorno tragico per il Paese». I giornali pubblicano le fotografie di sei persone a cui erano stati sottratti i documenti poi ritrovati in via Gradoli.
20 aprile. I titoli dei quotidiani riportano a tutta pagina la cronaca delle affannose ricerche del corpo di Aldo Moro nel lago della Duchessa. Elicotteri, centinaia di uomini, cani poliziotto, sommozzatori cercano sotto uno spesso strato di ghiaccio formatosi da mesi, il corpo di Aldo Moro. Sulla prima pagina de Il Corriere della Sera, gli avvocati delle BR sostengono la falsità del documento n. 7. Per esempio Guiso: «Chi ha dato credito a quel documento ha fatto perdere un giorno prezioso. Vi sono possibilità di trattare». E alla domanda: ma chi potrebbe essere il mediatore per un caso tanto delicato? Risponde: «Ho già detto l'altro ieri che se si vuole aprire una trattativa su basi politiche e reali, è necessario dialettizzarsi con Moro. Mediatore potrebbe essere lo stesso presidente democristiano». Nasce così la tesi che Moro va rivalutato, che Moro deve essere intermediario di sé stesso. I suoi scritti indicano la strada della salvezza. Sta alla DC ed al governo accogliere o lasciare cadere le invocazioni di Moro.
I partiti sul "falso" comunicato n. 7 affermano che le caratteristiche sono analoghe a quelle dei precedenti comunicati «in ogni caso però, secondo gii esperti grafici, la certezza matematica che il comunicato n. 7 delle BR sia autentico non si potrà mai avere». Zaccagnini ha parlato di «speranza cristiana che in questa terribile prova ci unisce a Moro e alla sua famiglia». In extremis per salvargli la vita viene lanciato un appello da Lotta Continua e sollecitato da «Febbraio '74», sottoscritto da David Maria Turoldo, Gianni Baget Bozzo, Italo Mancini, Raniero La Valle, Heinrich Böll ed altri. Turoldo dichiara: «Uno Stato che non vuol difendere Moro, difende molto meno me. E allora non so che farmene di uno Stato simile».
«È morto o è vivo?» si chiede la Repubblica che nell'editoriale titola: «II pericolo di cedere» e prospetta ancora ipotesi che presuppongono autentico il comunicato che annunciava il "suicidio" di Moro, gettato nel lago della Duchessa. Per Washington, Moro «politicamente è ormai morto». Cossiga conferma al Senato: «Molti dubbi sul messaggio [...] C'è una larga improbabilità della fondatezza dell'indicazione data dalle BR: la presenza del corpo di Moro nel lago della Duchessa». Nessuno chiede a Cossiga come mai esprima giudizi di validità su un comunicato palesemente falso, rozzamente formato, privo di contenuto politico e delle caratteristiche della produzione brigatista. CGIL, CISL e Uil sospendono tutti gli scioperi e le agitazioni. I sindacati sono riuniti in permanenza. La Malfa teme un altro 16 marzo, Pajetta teme una svolta autoritaria. Le Brigate Rosse uccidono a Milano Francesco di Cataldo, maresciallo degli agenti di custodia di San Vittore.
21 aprile. Arriva il vero "comunicato n. 7", accompagnato da una foto del presidente della DC con un giornale del giorno precedente che certifica che Moro è vivo. Il volantino, dopo aver affermato che il falso volantino del lago della Duchessa è una provocazione organizzata da Andreotti, dà 48 ore di tempo alla DC per rispondere ad un ultimatum in cui si dichiari disponibile a trattare la liberazione di detenuti politici non specificati. Nel riferire il testo del messaggio, Sandro Viola su La Repubblica afferma che le Brigate Rosse, dopo aver aperto un varco con le lettere di Moro ora che hanno visto «crescere e farsi baldanzoso il partito delle trattative» hanno sferrato il colpo che tenevano di riserva. Non è da meno il direttore Scalfari che in un editoriale dal titolo «Sacrificare un uomo o perdere lo Stato» conclude: «La decisione da prendere è infatti terribile perché si tratta di sacrificare la vita di un uomo o di perdere la Repubblica; purtroppo per i democratici la scelta non consente dubbi». Sarà citata da Craxi come esempio di inutile cinismo nella Tribuna elettorale del 10 maggio.
In serata Zaccagnini riceve un'altra lettera di Moro. Lama si dichiara contro ogni trattativa, ma il sindacato è diviso. Giovanni, Bentivoglio e Didò si schierano per le trattative. Scalfari scrive altri due pezzi in cui rileva che «iniziative avventurose sono state prese» anche dalla CEI, che ha invitato la DC a scostarsi dalla linea di immobilità, e si muove per cercare di mettere in crisi l'iniziativa di Craxi, favorevole ad esplorare possibili vie che portino alla liberazione di Moro.
Trombadori, scontrandosi con Mimmo Pinto alla Camera, alla notizia che Moro è vivo afferma: «Vivo o morto. Moro è morto perché deve vivere la Repubblica». Craxi si schiera per la trattativa: lo scambio dei prigionieri è tecnicamente impossibile. Ma possono esserci altre vie d'uscita e quelle vie bisogna esplorarle. Dichiara: «Sono andato a troppi funerali, e non voglio andare ad un altro». Terracini e Lombardo Radice, che avevano firmato l'appello per le trattative apparso su Lotta Continua, vengono "processati" dal PCI, Lombardo Radice scrive una smentita pubblica del suo operato su L'Unità.
22 aprile. «Passa nel PSI la via della trattativa», scrive Pansa su la Repubblica, contestando a Craxi di ricalcare in modo troppo meccanico la tesi dell'avvocato di Curcio, Guiso («Moro deve farsi mediatore fra le BR e lo Stato»). Claudio Signorile dice che il PSI è messo sotto accusa da tutta la stampa italiana e la spiegazione della scelta del partito arriva puntuale in un documento unitario, L'Unità invece insiste sull'intransigenza e accusa «il partito della trattativa» di utilizzare le ore drammatiche dell'odiosa minaccia alla vita di Moro per giocare una partita terribile sulla pelle della nostra Repubblica. Secondo L'Unità, nel partito della trattativa emergono tre componenti. La prima è rappresentata da coloro che puntano alla destabilizzazione: sono finti umanitari, Lotta continua, gli aperti eversori. La seconda componente raccoglie forze che obbediscono a calcoli di parte, che vogliono isolare il PCI presentandolo all'opinione pubblica come malato di statolatria. La restante componente è quella dei familiari e degli amici di Aldo Moro. L'editoriale finisce con una domanda. «Diteci: chi vuole uccidere fisicamente e moralmente Aldo Moro?».
Baget Bozzo, su la Repubblica, sostiene che la DC ha tre problemi: il primo è il tipo di rapporti da instaurare con il PCI, il secondo è il suo rapporto con la chiesa, il terzo è quello della composizione della sua classe politica. Achilli, del PSI lamenta: «Troppi poteri alla polizia», e motiva le sue perplessità. Leo Valiani, credendo che il fenomeno BR si esaurisca lasciando Moro in balia dei brigatisti afferma che se si dovesse cedere «poi saremmo condannati a un ricatto senza fine». Il Corriere pubblica in prima pagina questa lucida affermazione. L'Unità si preoccupa di fare una biografia dell'avvocato di Curcio e dedicandogli enorme spazio in quinta pagina spiega «Chi è Giannino Guiso, il legale di cui si parla, e che ha anticipato il contenuto dei messaggi».
Quando l'avvocato intuisce le mosse dei brigatisti, sostiene il quotidiano del PCI, deve essere chiamato indovino, e quando suggerisce che Moro, lucido e presente a se stesso può essere il mediatore tra il suo partito e i brigatisti, è perfido! Non si trova sui giornali una dichiarazione di Guiso in risposta alle accuse. Secondo il Giornale, ostacoli insormontabili chiudono ogni possibilità di trattative con le BR. La legge non lascia alcuna scappatoia, l'Avvenire garantisce che «si esplora ogni via praticabile per salvare la vita di Moro». Dalle pagine dell'Avanti! la direzione del PSI sollecita la responsabilità di tutte le Forze democratiche e l'impegno di difendere lo Stato e salvare la vita di Moro.

### Il Papa scrive alle BR
23 aprile. La DC ha indicato nella Caritas internazionale l'organizzazione umanitaria che può fare dei passi per Moro, ribadendo però di non essere disposta a nessuna trattativa. Applausi dai banchi repubblicani. Sul loro quotidiano, trasformato in un bollettino di guerra, proclamano: «Il limite invalicabile». «La Democrazia cristiana - annunciano trionfanti - ha trasferito sul terreno privato e umanitario ogni iniziativa». Il Papa scrive una lettera alle Brigate Rosse pregandole «in ginocchio» di rilasciare Moro senza condizioni. Plauso di Scalfari, che sottolinea: «Dio perdona ma Cesare castiga».
«II Papa si è mosso con molta sapienza politica e diplomatica, dove chiede la liberazione del prigioniero senza condizioni e laddove accenna alla impossibilità per lui di mettersi in comunicazione coi rapitori di Moro, che è un modo non equivoco di sollecitare una comunicazione diretta». «In questura bisbigliano il nome del PSI a proposito delle indagini», informa Lotta Continua. Il segretario generale dell'ONU si rivolge ai rapitori chiedendo di salvare la vita di Aldo Moro. Berlinguer in un intervento al convegno della Fgci riconferma più che mai la strada della fermezza e della collaborazione di ogni cittadino per combattere il terrorismo.
24 aprile. Francesco Alberoni si chiede su Il Corriere della Sera «Che cosa vogliono». Se dovessero uccidere Aldo Moro, rapirebbero subito qualcun altro con cui ricominciare il gioco. Curcio in assise a Torino, nell'udienza tragica del 10 maggio confermerà questa profezia: "Non crediate che sia finita!", griderà. Si fanno ipotesi. L'ultimatum è scaduto. La DC insiste sull'intransigenza e sull'immobilismo»: «Non si tratta!». Però si vivono «ore di ansia nella sede DC di piazza del Gesù» mentre Berlinguer afferma che «cedendo al ricatto si arriverebbe alla guerra civile». Una volta rotto il principio—si dice—come potrebbe lo Stato respingere altri dieci, cento ricatti di terroristi che sequestrassero un qualsiasi cittadino? Berlinguer elogia la DC per la sua fermezza.
Moro, intanto, nella "prigione del popolo" vede esaurirsi le ultime speranze. Le sue invocazioni di aiuto sono sostenute solo dai socialisti. In Moro subentra forse a questo punto la cristiana rassegnazione. Alla Caritas attendono una telefonata dalle Br. Waldheim fa sapere che verrebbe in Italia per salvare Moro. Il Giorno rilancia la tesi della PSIchiatrizzazione di Moro sostenendo che la lettera a Zaccagnini è «di pugno di Moro ma sicuramente non della mente di Moro», la tesi acuta e sottile viene sostenuta da Giovanni Ferrara. Bettino Craxi rilascia all'Avanti! una dichiarazione ove tra l'altro afferma che «la DC ha assunto un'iniziativa che appoggiamo e che appoggeremo nei suoi sviluppi se questi saranno resi possibili. Non possiamo rassegnarci all'idea che nell'alternativa tra umanità e barbarie, debba essere quest'ultima, ancora una volta, a prevalere». La DC non assumerà però alcuna iniziativa concreta.

### Ottavo comunicato BR
25 aprile. L'anniversario della Liberazione è dedicato all'analisi del "comunicato n. 8", consegnato a mezzogiorno del giorno precedente, che chiede la scarcerazione di tredici detenuti politici in cambio della vita di Aldo Moro. La lista, compilata seguendo una sorta di "anzianità di servizio", non si limita ai soli appartenenti alle Brigate Rosse, ma è allargata a prigionieri di tutta quell'area di sinistra che ha scelto di imbracciare la lotta armata in Italia, includendo nappisti, appartenenti al Gruppo XXII Ottobre e anche "cani sciolti", ossia persone passate alla lotta armata con precedenti penali.  L'elenco inizia con il nome di Sante Notarnicola, che iniziò la sua carriera come rapinatore, quindi Mario Rossi,  Giuseppe Battaglia e Augusto Viel rispettivamente capo del gruppo XII Ottobre e due suoi componenti, Domenico Delli Veneri, Pasquale Abatangelo e Giorgio Panizzari nappisti, Maurizio Ferrari, Alberto Franceschini, Renato Curcio, Roberto Ognibene e Paola Besuschio tutti componenti del nucleo storico brigatista e si conclude con Cristoforo Piancone, una nuova leva brigatista, ex Lotta Continua, accusato dell'omicidio dell'agente di custodia Cotugno, in Torino, semisconosciuto e aggiunto all'elenco "in considerazione del suo stato fisico", essendo ricoverato ferito nello scontro a fuoco avvenuto durante il suo arresto.  Dopo l'elenco dei prigionieri, per i quali è richiesto lo scambio contro la vita di Moro, il comunicato aggiunge: "Chi cerca di vedere per il prigioniero Aldo Moro una soluzione analoga a quella a suo tempo adottata dalla nostra organizzazione a conclusione del processo a Mario Sossi ha sbagliato radicalmente i suoi conti. A questo punto le nostre posizioni sono completamente definite, e solo una risposta immediata e positiva della DC e del suo governo, data senza equivoci. e concretamente attuata potrà consentire il rilascio di Aldo Moro. Se cosi non sarà, trarremo immediatamente le debite conseguenze ed eseguiremo la sentenza a cui Aldo Moro è stato condannato ".
Il comunicato include anche uno spiraglio per la trattativa, dichiarando di accettare la Caritas per la trattativa " se la DC e il suo governo designano la Caritas Internationalis come loro rappresentante e la autorizzano a trattare la questione dei prigionieri politici. lo facciano esplicitamente e pubblicamente ".
Le reazioni della stampa sono decise. Una nuova lettera di Moro arriva a Zaccagnini. Secondo Il Corriere della Sera Moro è un condannato a morte che pare scrivere sotto dettatura. Eppure la lettera è lucidissima, e lo stile sembra appartenergli.
La lettera è anche il suo testamento spirituale e politico, perché chiede che ai suoi funerali non partecipino né autorità dello Stato né uomini di partito. La famiglia farà rispettare questa deposizione testamentaria restituendo ad Aldo Moro quella dignità di cui i suoi "amici" Io avevano privato. Nonostante il comunicato, l'avvocato Guiso difensore di Renato Curcio indica i punti che consentono una soluzione ragionevole, ove la DC affronti il problema della liberazione. Ma le lunghe angosciose ore in piazza del Gesù, si concludono con un "doloroso rifiuto" della Democrazia Cristiana. Galloni dice: «L'ipotesi indicata era stata già prospettata e respinta». Le decisioni sono prese ma resta da attendere.

### L'appello dell'ONU
26 aprile. Il Giorno pubblica una lettera a Moro dei suoi figli: «Caro papà, sentiamo il bisogno, dopo tanti giorni, di farti giungere, con queste poche righe, un segno del nostro affetto...». Appello dell'ONU alle Brigate Rosse. La Repubblica, i repubblicani e i comunisti criticano l'appello, sostenendo che vi è un riconoscimento politico dei brigatisti e che Waldheim ha trattato il problema come se fosse "un problema tra Somalia e Etiopia". Cinquanta personalità del mondo cattolico firmano un appello in cui affermano che le lettere «non sono parole di Moro», questo appello viene portato in prima pagina con grande rilievo da L'Unità.. Craxi propone un'iniziativa autonoma dello Stato italiano. L'Unità mette in rilievo come il segretario del PSI, nonostante tutto, parli ancora di negoziati escludendo soltanto l'ipotesi dello scambio dei prigionieri. e
27 aprile. Craxi incontra Zaccagnini: si parla di una proposta di grazia per tre terroristi non colpevoli di delitti gravi. Piccoli dichiara che la DC non muta comunque posizione. Le BR sparano al democristiano Mechelli, ex presidente della regione Lazio. Piazzesi in una lettera aperta al suo giornale, che lo ha emarginato in quanto favorevole alla linea del PSI, si schiera apertamente per le trattative, sostenendo di non condividere le posizioni del PCI e del PRI. L'Avanti!, rispondendo a La Malfa, afferma che sono insinuazioni fuori luogo quelle per cui il PSI vorrebbe incrinare la maggioranza parlamentare, viene anche precisato che se questo è avvenuto o è stato minacciato non è stato fatto dal partito socialista ma da qualcun altro. Esplodono sulla stampa i casi Craxi e Waldheim. Il primo criticato per il suo continuare a cercare tutte le possibili soluzioni del caso e il secondo accusato di aver dato troppo valore politico alle BR con il suo appello.
Tra Fanfani e i familiari di Moro, 20 minuti di colloquio. Pecchioli, Mammì e Romita respingono immediatamente la proposta di Craxi. Quanto a Scalfari, indignato, afferma che Waldheim ci ha scambiati per il Libano. La Repubblica si allarma che Craxi proponga la grazia per tre terroristi ma afferma che la DC rifiuta ogni cedimento. In un'intervista, il vicesegretario del PSI, Signorile, precisa la posizione del suo partito: «Perché non tentare? È sempre meglio che restare immobili ad aspettare la notizia di un assassinio».
28 aprile. Aniello Coppola su Paese Sera critica la posizione possibilista del PSI, che chiede alla DC e al governo di esplorare tutte le vie percorribili, nel rispetto della legge e della Costituzione. Conclude che se lo Stato desse il segnale che il delitto paga, sarebbe davvero il principio della fine. Il Corriere della Sera raccoglie una frase dì Bettino Craxi: «La battaglia per salvare Moro è solo all'inizio». Il PSI insiste sulla via umanitaria, mentre gli altri partiti sono per la linea dura. Zaccagnini dà a Craxi significativi incoraggiamenti, tuttavia non fa nulla di concreto per smuovere le acque. Il PCI, che aveva detto che se si fosse ceduto si sarebbe dato l'avvio ad una serie indeterminata di delitti, adesso comincia a preoccuparsi su cosa potrebbe succedere se l'iniziativa di Craxi iniziasse a farsi largo nella DC.
Il Vaticano però è ora contrario alle trattative DC-brigatisti (Il Corriere della Sera), mentre la DC dice di essere in «ansiosa attesa di un segnale delle Brigate Rosse sulla sorte del presidente DC». Martellante, continua la campagna per affermare che Aldo Moro "NON È LUI". Franco Fortini sul Manifesto denuncia in un bell'intervento il preciso interesse politico che si nasconde dietro questa scelta. «Noi vogliamo che Aldo Moro viva. Lo vogliamo non solo perché non si debbono distruggere né le persone né soprattutto le memorie e tutti devono vivere e sapere, cioè sapere per vivere diversamente; ma anche per un preciso interesse politico, e cioè perché la sua sopravvivenza disarmi il partito degli eroici furori, i difensori di uno Stato che sarebbe solo forte per la debolezza dei più, i virtuosi della intimidazione e della demagogia».
29 aprile. In un annuncio televisivo indirizzato al Paese, Andreotti sancisce chiaramente il rifiuto del governo a trattare con le Br. «Non esistono falchi e colombe nella maggioranza. Abbiamo giurato di rispettare e di far rispettare la legge, questo è un limite che nessuno di noi ha il diritto di valicare». Plauso de L'Unità. «Sulla fermezza del governo non può esserci discussione». Scalfari va all'affondo. Col titolo "Colombe blindate" definisce la proposta di Craxi «un topolino partorito da una montagna di chiacchiere».
30 aprile. Sesto messaggio del presidente rapito scritto nella costrizione del carcere del popolo. DC e governo fermi nel NO a ogni trattativa dopo la drammatica lettera di Moro. «Guai, caro Craxi, se la tua iniziativa fallisse», scrive il presidente DC esortando il segretario socialista che non ha abbandonato la ricerca di una soluzione per liberarlo. Perché un democristiano si affida ad un socialista e non ad un "amico" del suo autorevole partito? Alcuni accusano la DC di dimenticarsi del suo presidente che muore: lo spirito cristiano del partito di Zaccagnini si polverizza di fronte agli appelli di un uomo e di uno statista. L'immobilismo degli altri partiti finirà per condannare Moro. Scalfari prosegue: «Le lettere di Moro dal carcere possono avere molti fini e prestarsi a molti usi [...]. Annunzia con cinismo che è nato il "partito della famiglia", coi suoi leader politici, i suoi plenipotenziari, i suoi organi di stampa, la sua rappresentanza parlamentare che comprende perfino Marco Pannella. Moro guida da lontano. Lo scollamento a questo punto è completo. Il solo aspetto positivo è che, finché lo scollamento aumenta, la vita di Moro è certamente al sicuro».
1º maggio. Il Corriere della Sera titola a piena pagina: «Pressante e duro appello della famiglia Moro alla DC dopo l'arrivo di sette lettere del prigioniero delle Br». Nel comunicato la famiglia usa parole durissime contro la DC: «Sappia la delegazione democristiana che il comportamento di immobilità e di rifiuto di ogni iniziativa ratifica la condanna a morte». I messaggi alla DC sono stati recapitati a Leone, Fanfani, Ingrao, Andreotti, Piccoli, Misasi e Craxi. Forse anche a Galloni e a Berlinguer. Solo Craxi renderà pubblico lo scritto a lui inviato dal presidente della DC. A proposito delle celebrazioni per il Primo maggio, Ugo Indrio su Il Corriere della Sera commenta: «Il movimento dei lavoratori è tutt'altro che compatto, sebbene tale sia apparso nella grande adunata a piazza San Giovanni il 16 marzo, poche ore dopo la strage di via Fani e il rapimento dì Moro».
Claudio Martelli, dirigente del PSI, scrive su Il Corriere della Sera a favore dell'autenticità delle lettere di Moro. Afferma tra l'altro: «Sin dall'inizio, una sorta di disposizione all'incredulità ha accompagnato la disposizione all'intransigenza esibita da molte parti, giornalistiche e politiche. L'incredulità riguardo alle lettere di Moro è andata crescendo sino a tramutarsi in ostilità, in rapporto al carattere vieppiù angosciato dì ciò che scrive il presidente della DC e al crescere delle critiche nel confronti delle forze politiche maggiori segnatamente rivolte al ristretto gruppo dirigente della DC che ha seguito l'evolversi del caso. Non doversi prendere in seria considerazione le lettere di Moro è stata la consegna del PCI ( [...] ). Costoro sembrano più preoccupati della "memoria" di Moro che non della sua vita e si disputano l'interpretazione di uno stile e di una vita che non è ancora perduta». Afferma ancora Martelli: «Perché non leggere le lettere di Moro come quelle di un prigioniero lucido anche se disperato anche perché ormai da 45 giorni si sente abbandonato?».
Nella stessa pagina Giuseppe Ferrari, ordinario di diritto pubblico alla Facoltà di giurisprudenza di Roma afferma, a proposito della presunta proposta avanzata da Moro di proporre l'adozione del provvedimento dell'esilio per coloro che sono detenuti nelle carceri italiane per motivi politici: «Nessuno poteva avere tanta immaginazione da immaginare che un giorno un gruppo di assassini fanatizzati avrebbe potuto ridurre in schiavitù uno degli uomini più eminenti della politica internazionale, soggiogandolo sino a dare l'impressione che abbia smarrito la propria identità». Sempre sulle lettere di Moro, Il Corriere mette in evidenza che «La DC è nella tempesta. Le nuove lettere dì Moro, i suoi appelli sempre più disperati, gli ultimatum delle Brigate Rosse. Ma soprattutto il conflitto con la famiglia Moro esploso con effetti forse irrimediabili e una situazione interna che dietro l'unanimità di vertice lascia trasparire molto nervosismo», Zaccagnini ha già scelto che sarà la direzione a prendere le decisioni finali. La nuova ondata di lettere di Moro ha portato anche gli altri partiti ad esprimersi nuovamente.
Craxi afferma: «Noi respingiamo le assurde richieste dei terroristi, ma anche la linea del rifiuto pregiudiziale ad esplorare altre vie, così come hanno fatto altri Stati democratici. Non si salva la Repubblica lasciando uccidere Moro». L'Unità in un corsivo afferma che «una cosa sola sia certa: ciò che esce dalla prigione è ciò che pensano e vogliono i suoi carcerieri». Su posizioni vicine ai comunisti sono i repubblicani. NelPSDI, Saragat è pienamente favorevole alla linea di Craxi, Preti contrario, Romita sta in mezzo. I liberali giudicano «del tutto sconcertante l'atteggiamento di Craxi e di chi, con lui, accredita, se pur involontariamente, la linea del ricatto permanente delle Brigate Rosse». Pannella sollecita un dibattito in Parlamento sul caso Moro.
3 maggio. La Repubblica titola «Battaglia sul piano Craxi. Andreotti e Berlinguer ribadiscono la fermezza. La DC incerta si rimette al Governo». Viene dato l'annuncio che la Democrazia Cristiana dopo l'incontro della sera precedente con la delegazione socialista ha deciso di rimettersi al governo. Le cronache dei giornali mettono in evidenza che la delegazione socialista ha cercato di riversare la responsabilità dell'iniziativa sulle spalle di Zaccagnini, cioè di chiedere un provvedimento di clemenza e, afferma La Repubblica, «Craxi se ne dice sicuro, ciò permetterebbe la liberazione di Moro». Viene anche riferito che nella giornata precedente Craxi ha incontrato sia Berlinguer che Andreotti. Sia Berlinguer che Andreotti hanno rifiutato la proposta di Craxi, cosa che porta il leader socialista a far pressione sulla Democrazia cristiana. Questo si deduce dalla cronaca della giornata redatta da La Repubblica che titola anche «Col PCI gelido incontro». Sui risultati di quest'ultimo, Perna che accompagnava Berlinguer, dichiara che il PCI non rifiuta «di appoggiare qualunque tentativo umanitario che sia rispettoso della sovranità dello Stato e dei princìpi del regime democratico e delle leggi. Non ci rifiutiamo di appoggiare tentativi umanitari a queste tre condizioni molto precise».
Il Corriere della Sera ha per la prima volta un atteggiamento possibilista. Titola infatti in prima pagina; «Si prospetta la liberazione di qualche brigatista non colpevole di omicidi. Ora Craxi punta ad un atto di clemenza. Più flessibìle la posizione della DC. PRI e PCI confermano il loro rifiuto allo scambio [...] Il segretario del PSI avrebbe già pronto un elenco di detenuti ai quali si potrebbe concedere la grazia. Un varco di disponibilità nelPSDI». L'Avanti! titola sempre in prima pagina: «Colloqui di Craxi con Andreotti e Berlinguer - Riunione tra le delegazioni DC e PSI. Incontri tra i partiti. Possibile una soluzione?» Viene data notizia che «nella tarda serata si è svolto un incontro ufficiale a piazza del Gesù tra la delegazione DC, guidata da Zaccagnini, e quella socialista composta da Craxi, Signorile, Balzamo, Cipellini, Di Vagno». L'ufficio stampa del PSI diffonde dunque il seguente comunicato: «Nel corso del colloquio il segretario socialista ha confermato l'appoggio del PSI al governo ed ha ribadito la convinzione che sia necessaria un'iniziativa autonoma dello Stato, nell'ambito delle leggi e dei poteri costituzionali, volta a conseguire il fine umanitario sul quale concordano tutte le forze politiche». Il documento di lavoro socialista prevede l'umanizzazione delle carceri e la liberazione di alcuni brigatisti.
La Repubblica afferma invece che non esisterebbe una terza via. "Stranamente" per il direttore de La Repubblica questa volta anche Moro lo afferma nelle lettere che dicono, «La terza via è una menzogna con la quale si cerca di nascondere il negoziato. Craxi non propone altro che la grazia o la libertà provvisoria per alcuni detenuti e una riforma del regime carcerario. Tutte cose che le BR hanno chiesto direttamente o attraverso le lettere di Moro o per gli interposti uffici del loro avvocato». Riferendosi alla prigionia di Moro afferma: «Quelle grida, comunque finisca questa vicenda, nessuno di noi potrà scordarle mai più». Dopo che la famiglia Moro ha rivendicato con forza l'autenticità delle lettere del proprio congiunto, in Vaticano si percepisce una situazione di silenzio e di imbarazzo. La Repubblica annuncia che se si arrivasse al dibattito in Parlamento sulla proposta Craxi, potrebbe essere messa in gioco la stabilità del governo.
Il Giornale titola dando notizia che Fanfani e Ingrao hanno respinto l'appello di Moro, e in un editoriale di Montanelli viene affermato che a questo punto sarebbe un atto di pietà chiedere l'atto di decesso politico di Moro. L'Unità, affermando che il PCI ribadisce la sua posizione di fermezza e dando notizia dei colloqui di Berlinguer con Andreotti e Zaccagnini e Craxi, precisa in un editoriale ("Limite invalicabile"): «Quando diciamo nessuna concessione, intendiamo dire no a qualsiasi atto che significhi entrare in un qualsiasi rapporto contrattuale con le BR. Tale sarebbe anche un cosiddetto patteggiamento mutuo tra Stato e BR». La Voce Repubblicana denuncia il cosiddetto "partito delle trattative": «Sembra attirare l'attenzione dell'opinione pubblica e necessariamente quindi degli inquirenti, il problema della via più o meno nascosta attraverso cui le BR fanno pervenire ai rispettivi destinatari le ormai numerose lettere attribuite all'on. Moro. A tale riguardo i membri della famiglia, appunto per il loro stato angoscioso e affettivo, sono fuori dal dovere di dare qualunque indicazione. Ma tutte le altre persone che si sono intensamente occupate della drammatica vicenda e continuano ad occuparsene, sono proprio sicure di non potere fare o dire nulla che faciliti o dia addirittura il successo alle indagini della magistratura e delle forze dell'ordine? E non si può assumere qualche responsabilità al riguardo proprio al fine di fare tutto il possibile per salvare la vita dell'on. Moro senza cedere al ricatto?».
Il Lavoro di Genova riporta l'intervista all'avvocato Giannino Guiso. Alla domanda «cosa pensa della lettera di Moro e dell'azione del PSI?» Guiso risponde: «La lettera di Moro recapitata al Messaggero dimostra, al di là di ogni dubbio, quanto sia stata opportuna la posizione presa dal PSI e dal suo segretario, Craxi, in circostanze drammatiche e con l'opposizione incessante degli altri partiti. Il merito dei socialisti è di non avere accettato subito la logica della passività e della falsa fermezza e dell'immobilismo colpevole e l'aver capito che non è qui in gioco il prestigio dello Stato - ben altrimenti compromesso - ma la vita di un uomo. Credo che se Moro è rimasto in vita fino a poter scrivere quella lettera, lo si debba - come egli stesso riconosce - all'intervento instancabile di noi socialisti».
4 maggio. Il titolo d'apertura de Il Corriere mostra che la possibilità di una ricerca di vie per la salvezza di Moro è ormai pressoché nulla. In netta contrapposizione con l'apertura possibilista del giorno precedente il quotidiano milanese scrive che «la DC ha affidato al governo la valutazione delle proposte umanitarie per Moro. Andreotti deciso ad assicurare al paese che nessun terrorista verrà scarcerato». Si palesa così la linea dura del Governo. Il sottotitolo rincara: «Non si ipotizza la benché minima deroga alle leggi e non si dimentica il dovere morale del rispetto del dolore delle famiglie che piangono le tragiche conseguenze dell'operato degli eversori». Anche la segnalazione delatoria lanciata il giorno precedente da La Voce Repubblicana affinché i collaboratori di Moro venissero interrogati è stata accolta: «Il procuratore generale della Repubblica, Piero Pascolino, ha deciso di ascoltare i più stretti collaboratori dello statista rapito per chiedere loro se esiste realmente un canale diretto tra le Brigate Rosse e la famiglia Moro».
L'Unità rende in modo più che mai esplicito, al di là delle parole, il risultato dell'incontro di due giorni prima tra Berlinguer e il segretario del PSI, Craxi. Testualmente: «Quando si insiste sulla fermezza e sul rifiuto di cedere al ricatto non è perché in qualcuno sia meno forte la pena per la vita di un uomo che, tra l'altro, avrebbe ben capito ciò che stiamo scrivendo, e nemmeno perché si voglia difendere un generico ed astratto prestigio dello Stato che prevarica le ragioni dell'umanità. È in questione ben altro: la vita, la libertà, la sicurezza di tutti». Onde non lasciare dubbi sulle proprie scelte, l'organo del PCI segnala nuovamente uomini del "partito delle trattative". All'attenzione della polizia «colpisce sempre più il modo come alcune persone - l'avvocato Guiso, ma anche altri - parlano delle Br: rivelano una conoscenza sorprendente non solo della loro visione politica, ma anche delle mosse che esse compiono e perfino delle loro intenzioni». Craxi rilascia un'intervista a Epoca in cui spiega i termini esatti dell'iniziativa socialista nei confronti del caso Moro.L'Avanti! la riporta integralmente: è ormai chiaro che il governo, marcato strettissimo dal PCI, ha chiuso ogni spiraglio che la DC aveva potuto aprire spinta dai socialisti.
5 maggio. La stampa riporta la notizia degli interrogatori dei tre principali collaboratori della famiglia Moro: Rana, Guerzoni, Freato. Le indagini continuano senza precisi criteri, con battute e perquisizioni in varie parti di Italia. Le BR compiono due attentati, uno a Genova e l'altro a Milano contro due dirigenti della Sit-Siemens e l'altro dell'Italsider. Il PCI chiede più decisione, mentre il PSI insiste per salvare la vita a Moro, affermando che le ricerche più energiche non escludono di lavorare ancora per liberare il leader democristiano. Inizia l'attacco sistematico e crescente contro l'avv. Guiso e quei socialisti che più si adoperavano nel ricercare ogni possibilità per la salvezza della vita di Moro. Guiso è iscritto al PSI, che si è avvalso della sua esperienza di legale e la sua conoscenza delle modalità dei sequestri.
Il primo attacco proviene dal Giorno che prende pretesto da un libro scritto da Guiso nel settembre 1977, dal titolo "L'uomo senza diritti. Il detenuto politico". Di questo saggio vengono estratti brani e passati al setaccio per poter affermare: «A questo punto sarebbe forse opportuno che l'avvocato di Curcio e della Mantovani accettasse di spiegare più a fondo, proprio perché sulla sua azione di "legale" e sulla sua militanza socialista non pesi alcun dubbio, quali siano esattamente le basi della sua ideologia». La Stampa in un articolo di Fabrizio Carbone arriva ad affermare: «Un saggio sconcertante. Soprattutto per le tante analogie tra questo scritto e i volantini e i quaderni 4 e 5 delle Br».

### Comunicato BR n. 9 sentenza eseguita
6 maggio. Le Brigate Rosse fanno pervenire il comunicato "numero 9": "Concludiamo la battaglia eseguendo la sentenza a cui Moro è stato condannato". Dai giornali si apprende anche che: «nella mattinata il Comitato interministeriale per la sicurezza, discutendo la proposta socialista di un atto di clemenza aveva ribadito che lo Stato non può fare concessioni». La Repubblica titola "L'assassinio di Moro preannunciato dalle Br". L'Unità: "Gli assassini annunciano l'uccisione di Aldo Moro" e commenta: "mai come in questo momento sono necessari nervi saldi, sangue freddo, coraggio. Nessun abbandono a recriminazioni, speculazioni, calcoli di parte. L'unità del popolo italiano e delle forze politiche in cui il popolo si riconosce e si esprime è in questo momento l'argine più solido, il bene più prezioso da salvaguardare e questa unità va consolidata ed estesa a tutti i livelli nel tessuto vivo del paese. Per aver lavorato a costruire questa unità, non dimentichiamolo, Aldo Moro è stato rapito il 16 marzo. Unità e rinnovamento. È nella coscienza più profonda delle masse che una svolta è indispensabile".
Le speranze si affievoliscono. L'avvocato Spazzali dichiara, appena appreso il testo del comunicato: "Dalle parole del comunicato numero 9 non c'è spazio per pessimismo né per ottimismo. Sono entrambi superati. Ogni interpretazione non può che essere banale. Si è aspettato troppo tempo. Alla richiesta di scambio non c'è stata nessuna proposta valida per bilanciare la trattativa. A questo punto c'è solo da domandarsi chi voleva veramente Moro vivo. Nessuno. Né le Br, né la DC. Solo la moglie e i figli". Fanfani si reca a trovare la famiglia Moro. Il vescovo di Ivrea, monsignor Bettazzi, vuole offrirsi alle BR in cambio di Moro ma la sua proposta viene respinta dalla Curia Vaticana.
7 maggio. Le forze politiche sono attestate in una posizione di attesa, non si parla più né di trattativa, né di non trattativa. Le indagini sono ferme, vengono effettuati 23 arresti a Roma, ma non sembrano vi siano indizi certi. Il Corriere della Sera titola: «Cupo silenzio dei terroristi sulla sorte di Aldo Moro». Zaccagnini: «La DC è ferita, ma non cederà mai». Si annuncia che alla famiglia è arrivato un messaggio poche ore dopo il Comunicato N. 9. Si preannunciano misure per colpire i fiancheggiatori delle BR, Il Corriere della Sera: «Un piano del procuratore di Roma per colpire l'area dei consensi. L'iniziativa è di Pietro Pascolino. Anche a chi non fa parte delle BR, ma ne condivide l'ideologia, possono essere contestati i reati di cospirazione politica e di banda armata». La Repubblica: «Nuova iniziativa della famiglia dopo un'ultima lettera del leader rapito. Disperato appello per Moro. Concedete la grazia ad almeno uno dei 13 detenuti». «Per Zaccagnini cedere alle BR è la fine della democrazia». I Proletari Armati per il Comunismo sparano contro Giorgio Rossanigo, medico del carcere di Novara, ferendolo.
8 maggio. I giornali riflettono il pesante clima di attesa dopo il comunicato N 9. Colpito un sindacalista dell'INAM. Colpito un sindacalista del PCI alla Sit-Siemens. Fanfani: «Muoversi e non vivere alla giornata».

### Ritrovamento del cadavere

Ritrovamento del corpo di Moro in via Caetani nella Renault 4 rossa il 9 maggio 1978.

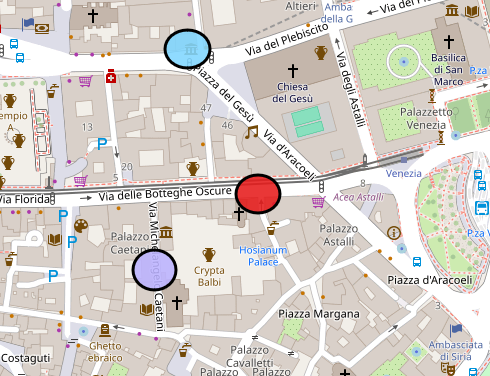
Mappa della zona in cui fu rinvenuto: pallino viola cadavere di Moro, rosso sede PCI, azzurro sede DC

9 Maggio. Tutti gli organi di informazione nelle edizioni pomeridiane annunciano il ritrovamento del corpo di Aldo Moro in una Renault 4 rossa posta in via Caetani, una traversa di via delle Botteghe Oscure, poco distante da piazza del Gesù. Una telefonata alla segreteria del presidente della DC era giunta alle 13, con le opportune indicazioni.
Alle ore 13.59 l'ANSA comunica che un cadavere è stato ritrovato in una vettura in via Caetani, alle 14.04 specifica che “l’on Moro sarebbe la persona trovata morta”, infine alle 14.13 riporta che “è confermato che Aldo Moro è stato trovato morto in una Renault rossa in via Caetani”.
La famiglia Moro diffonde il seguente comunicato: La famiglia desidera che sia pienamente rispettata dalle autorità dello Stato e di partito la precisa volontà di Aldo Moro. Ciò vuol dire: nessuna manifestazione pubblica o cerimonia o discorso; nessun lutto nazionale, né funerali di Stato o medaglie alla memoria. La famiglia si chiude nel silenzio e chiede silenzio. Sulla vita e sulla morte di Aldo Moro giudicherà la storia.
Il giorno dopo, la salma è tumulata dalla famiglia a Torrita Tiberina, un piccolo paese della provincia di Roma ove Moro aveva amato soggiornare e dove la famiglia decise di svolgere il funerale senza la presenza di cariche pubbliche. Verrà comunque celebrata una messa di suffragio il 13 maggio in San Giovanni in Laterano, alla presenza di tutte le più alte cariche dello Stato, ma a cui i famigliari di Moro non presero parte. Il rito fu celebrato dal cardinal-vicario di Roma Ugo Poletti ed, eccezionalmente, vi presenziò anche papa Paolo VI, che pronunciò un'accorata omelia per l'amico assassinato.
Nella Capitale le affissioni del Partito Comunista che riportano la prima pagina de L'Unità con la notizia dell'uccisione, furono coperte coperte da strisce con la scritta "assassini".